# Liste der Biografien/Min
Liste der Biografien |
Portal Biografien |
Personensuche
# |
A |
B |
C |
D |
E |
F |
G |
H |
I |
J |
K |
L |
M |
N |
O |
P |
Q |
R |
S |
T |
U |
V |
W |
X |
Y |
Z |
?
 
Ma |
Mb |
Mc |
Md |
Me |
Mf |
Mg |
Mh |
Mi |
Mj |
Mk |
Ml |
Mm |
Mn |
Mo |
Mp |
Mq |
Mr |
Ms |
Mt |
Mu |
Mv |
Mw |
Mx |
My |
Mz
 
Mia |
Mib |
Mic |
Mid |
Mie |
Mif |
Mig |
Mih–Mik |
Mil |
Mim |
Min |
Mio |
Mip |
Miq |
Mir |
Mis |
Mit |
Miu |
Miv |
Miw |
Mix |
Miy |
Miz
Die Liste der Biografien führt alle Personen auf, die in der deutschsprachigen Wikipedia einen Artikel haben. Dieses ist eine Teilliste mit 860 Einträgen von Personen, deren Namen mit den Buchstaben „Min“ beginnt.

## Min
- Min Ko Naing (* 1962), birmanischer Freiheitskämpfer
- Min Ko, Stanislaus (* 1973), myanmarischer römisch-katholischer Geistlicher, Koadjutorbischof von Hpa-an
- Min Kyaw Khant (* 1995), myanmarischer Fußballspieler
- Min Min Zaw (* 2001), myanmarischer Leichtathlet
- Min, Anchee (* 1957), chinesisch-amerikanische Schriftstellerin
- Min, Byung-dae (1918–1983), südkoreanischer Fußballspieler
- Min, Chunfeng (* 1969), chinesische Diskuswerferin
- Min, Dave (* 1976), US-amerikanischer Rechtswissenschafter und Politiker
- Min, David (* 1999), niederländischer Fußballspieler
- Min, Grace (* 1994), US-amerikanische Tennisspielerin
- Min, Hyo-rin (* 1986), südkoreanische Schauspielerin
- Min, Hyun-sik (* 1946), südkoreanischer Architekt
- Min, Justin H. (* 1990), US-amerikanischer SchauspielerJustin H. Min (* 1990)

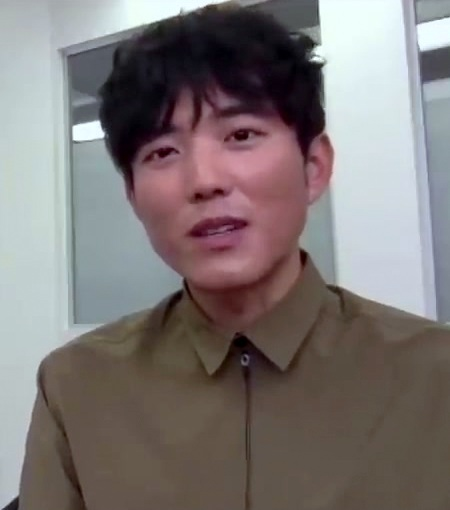
Justin H. Min (* 1990)

- Min, Kyu-dong (* 1970), südkoreanischer Filmregisseur und Drehbuchautor
- Min, Ryoung (* 1982), südkoreanischer Shorttracker
- Min, Sophie, koreanisch-australische Jazz- und Improvisationsmusikerin (Piano, Komposition)
- Min-Ru Yen, taiwanische Schriftstellerin

### Mina
- Mina (* 1940), italienische Sängerin und Schauspielerin
- Mina (* 1993), deutsche Popsängerin
- Mina, Antonios Aziz (* 1955), ägyptischer Geistlicher und emeritierter koptisch-katholischer Bischof von Gizeh
- Mina, Arturo (* 1990), ecuadorianischer Fußballspieler
- Mina, Brandy (* 1994), französische Tennisspielerin
- Mina, Denise (* 1966), britische SchriftstellerinDenise Mina (* 1966)

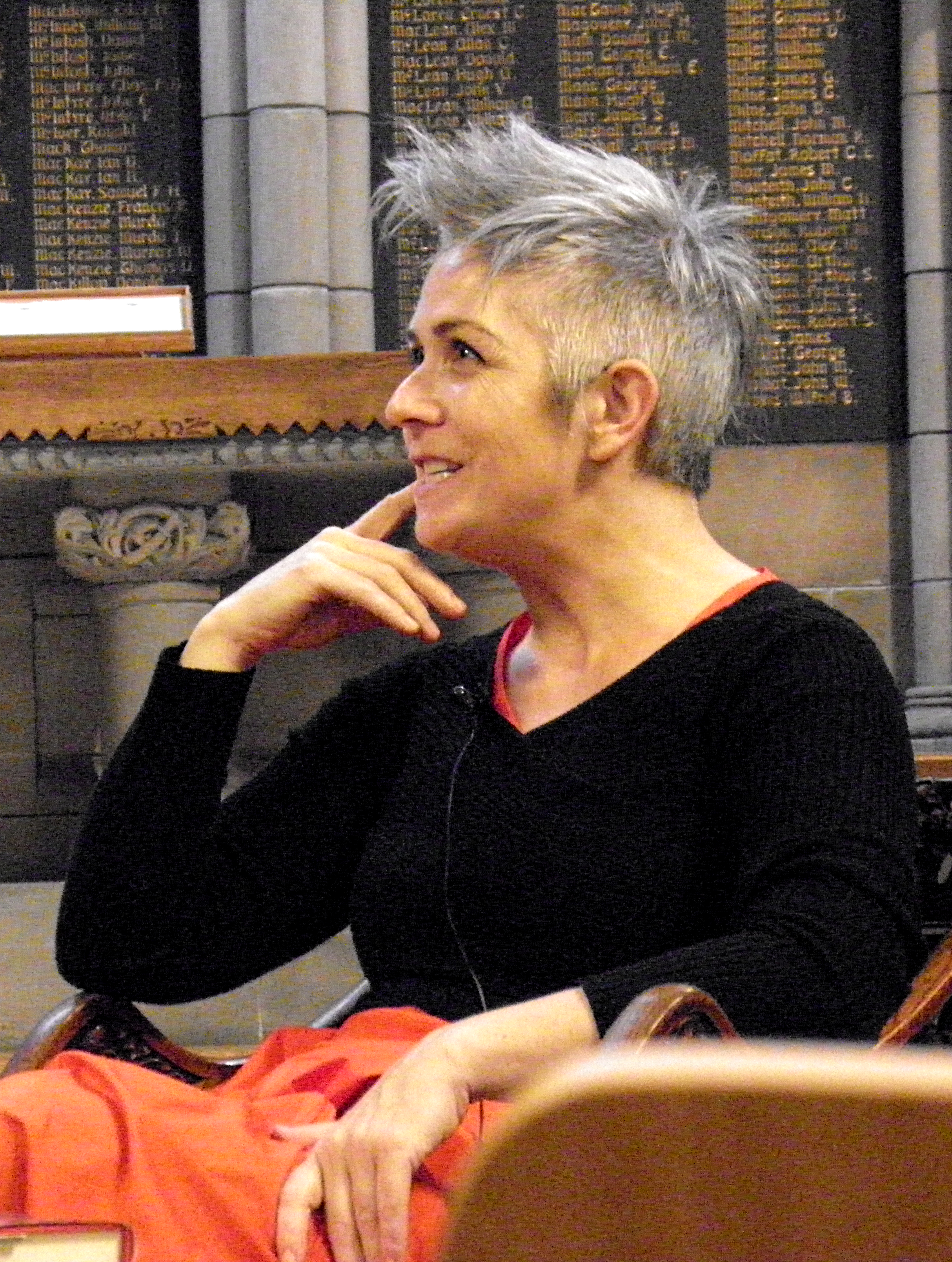
Denise Mina (* 1966)

- Mina, Francisco Javier (1789–1817), spanischer Guerilla-Kämpfer im Befreiungskrieg gegen Napoleon und im mexikanischen Unabhängigkeitskrieg
- Mina, Gianni (* 1992), französischer Tennisspieler
- Mina, Hanna (1924–2018), syrischer Schriftsteller
- Mina, Kevin (* 1998), kolumbianischer Leichtathlet
- Mina, Narciso (* 1982), ecuadorianischer Fußballspieler
- Mina, Oscar (* 1958), san-marinesischer Politiker
- Mina, Roberto (* 1984), ecuadorianischer Fußballspieler
- Mina, Santi (* 1995), spanischer Fußballspieler
- Mina, Yerry (* 1994), kolumbianischer FußballspielerYerry Mina (* 1994)

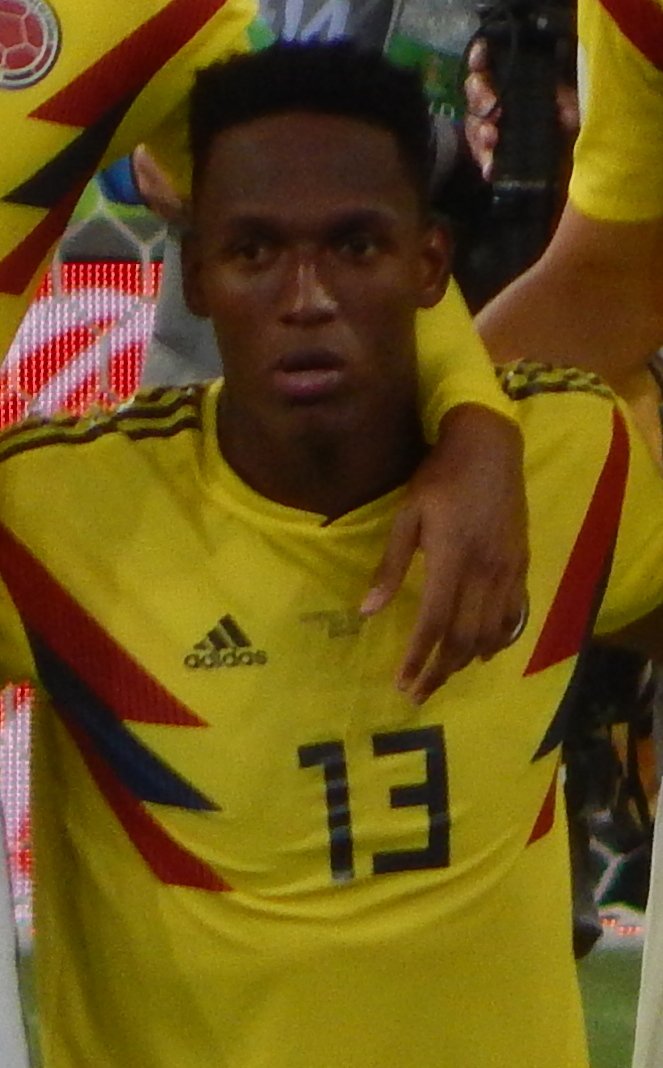
Yerry Mina (* 1994)

- Minacci, Joëlle (* 1986), Schweizer Politikerin
- Minafra, Livio (* 1982), italienischer Jazzmusiker (Piano, Keyboard, Komposition)
- Minafra, Pino (* 1951), italienischer Jazzmusiker
- Minagawa, Hiroshi (* 1970), japanischer Videospielentwickler
- Minagawa, Kentarō (* 1977), japanischer Skirennläufer
- Minagawa, Kien (1735–1807), japanischer Maler und Konfuzianist
- Minagawa, Yūsuke (* 1991), japanischer Fußballspieler
- Minah, Francis (1929–1989), sierra-leonischer Politiker
- Minahan, Daniel (* 1962), US-amerikanischer Regisseur und Drehbuchautor
- Minahan, Daniel F. (1877–1947), US-amerikanischer Politiker
- Minahan, Edmund (1882–1958), US-amerikanischer Sprinter
- Minaie, Sam (* 1983), US-amerikanischer Jazzmusiker (Kontrabass)
- Minaitschewa, Galina Jakowlewna (1928–2025), sowjetische Turnerin
- Minaj, Nicki (* 1982), trinidadische Rapperin und SängerinNicki Minaj (* 1982)

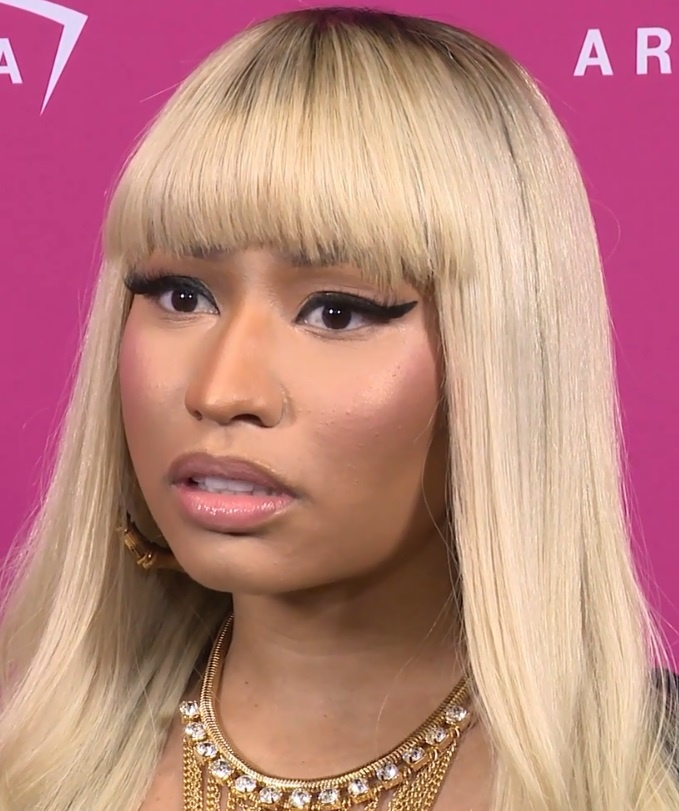
Nicki Minaj (* 1982)

- Minajew, Iwan Pawlowitsch (1840–1890), russischer Orientalist und Linguist
- Minajew, Jewgeni Gawrilowitsch (* 1933), sowjetischer Gewichtheber
- Minajewa, Tatjana Maximowna (1896–1973), russisch-sowjetische Prähistorikerin und Hochschullehrerin
- Minakami, Taisei (1877–1951), japanischer Maler der Nihonga-Richtung
- Minakami, Takitarō (1887–1940), japanischer Schriftsteller
- Minakata, Kumagusu (1867–1941), japanischer Biologe, Ethnologe und Folklorist
- Minaković, Nenad (* 1989), serbischer Fußballschiedsrichter
- Minakow, Andrei Petrowitsch (1893–1954), russischer Physiker und Hochschullehrer
- Minakshisundaram, Subbaramiah (1913–1968), indischer Mathematiker
- Minakyan, Mardiros (1837–1920), armenischer Schauspieler, Theaterregisseur und Gründer des modernen türkischen Theaters
- Minala, Joseph (* 1996), kamerunischer Fußballspieler
- Minali, Nicola (* 1969), italienischer Radrennradfahrer
- Miñambres Calvo, Javier (* 2004), spanischer Handballspieler
- Miñambres, Felipe (* 1965), spanischer Fußballspieler und -trainer
- Minameyer, Christian Friedrich (1808–1878), preußischer Generalmajor, Kommandeur der 3. Artillerie-Brigade
- Minami (* 1997), japanische Singer-Songwriterin
- Minami, Hiroaki (* 1934), japanischer Komponist
- Minami, Hiroshi (* 1959), japanischer Diplomat
- Minami, Hiroshi (* 1960), japanischer Jazzmusiker
- Minami, Jirō (1874–1955), japanischer General und Politiker
- Minami, Kanan (* 1979), japanische Mangaka
- Minami, Kōta (* 1979), japanischer Fußballspieler
- Minami, Kunzō (1883–1950), japanischer Maler
- Minami, Manabu (* 1988), japanischer Fußballspieler
- Minami, Moeka (* 1998), japanische Fußballspielerin
- Minami, Shūto (* 1993), japanischer Fußballspieler
- Minami, Takuto (* 2002), japanischer Fußballspieler
- Minami, Yoshiharu (* 1951), japanischer Judoka
- Minami, Yoshiya (* 1971), japanischer Pornodarsteller
- Minami, Yūta (* 1979), japanischer Fußballtorhüter
- Minami, Yūzō (* 1983), japanischer Fußballspieler
- Minamino, Harumi (* 2004), japanischer Fußballspieler
- Minamino, Takumi (* 1995), japanischer FußballspielerTakumi Minamino (* 1995)

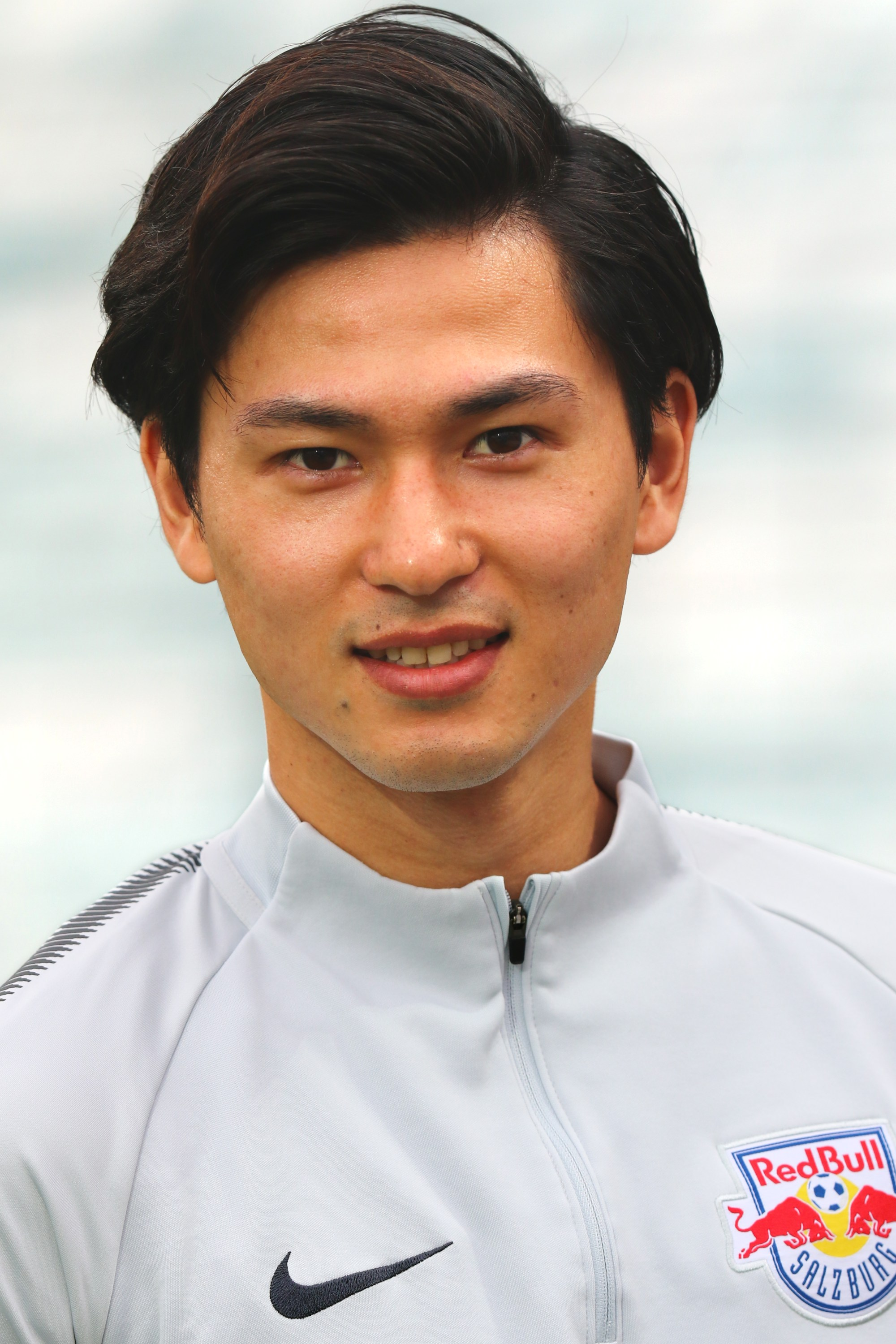
Takumi Minamino (* 1995)

- Minamino, Yōko (* 1967), japanische Sängerin und Schauspielerin
- Minamiōji, Hajime (1911–1994), japanischer Maler im Yōga-Stil
- Minamiyama, Chiaki (* 1985), japanische Fußballspielerin
- Minamoto no Michitomo (1171–1227), japanischer Dichter
- Minamoto no Sanetomo (1192–1219), japanischer Shōgun und Dichter
- Minamoto no Shitagō (911–983), japanischer Lexikograph, Dichter und Adliger
- Minamoto no Tametomo (1139–1170), Mitglied der Minamoto in Japan
- Minamoto no Tameyoshi (1096–1156), Oberhaupt der Minamoto
- Minamoto no Toshiyori (1055–1129), japanischer Dichter
- Minamoto no Tsunenobu (1016–1097), japanischer Staatsmann, Dichter und Musiker
- Minamoto no Yoriie (1182–1204), japanischer Shogun des Kamakura-Shogunates
- Minamoto no Yorimasa (1106–1180), japanischer Samurai und Führer der Minamoto-Armeen
- Minamoto no Yoritomo (1147–1199), 1. Shōgun Japans
- Minamoto no Yoshinaka (1154–1184), japanischer Adeliger
- Minamoto no Yoshitomo (1123–1160), Oberhaupt der Minamoto und ein Heerführer in der späten Heian-Zeit
- Minamoto no Yoshitsune (1159–1189), japanischer FeldherrMinamoto no Yoshitsune (1159–1189)

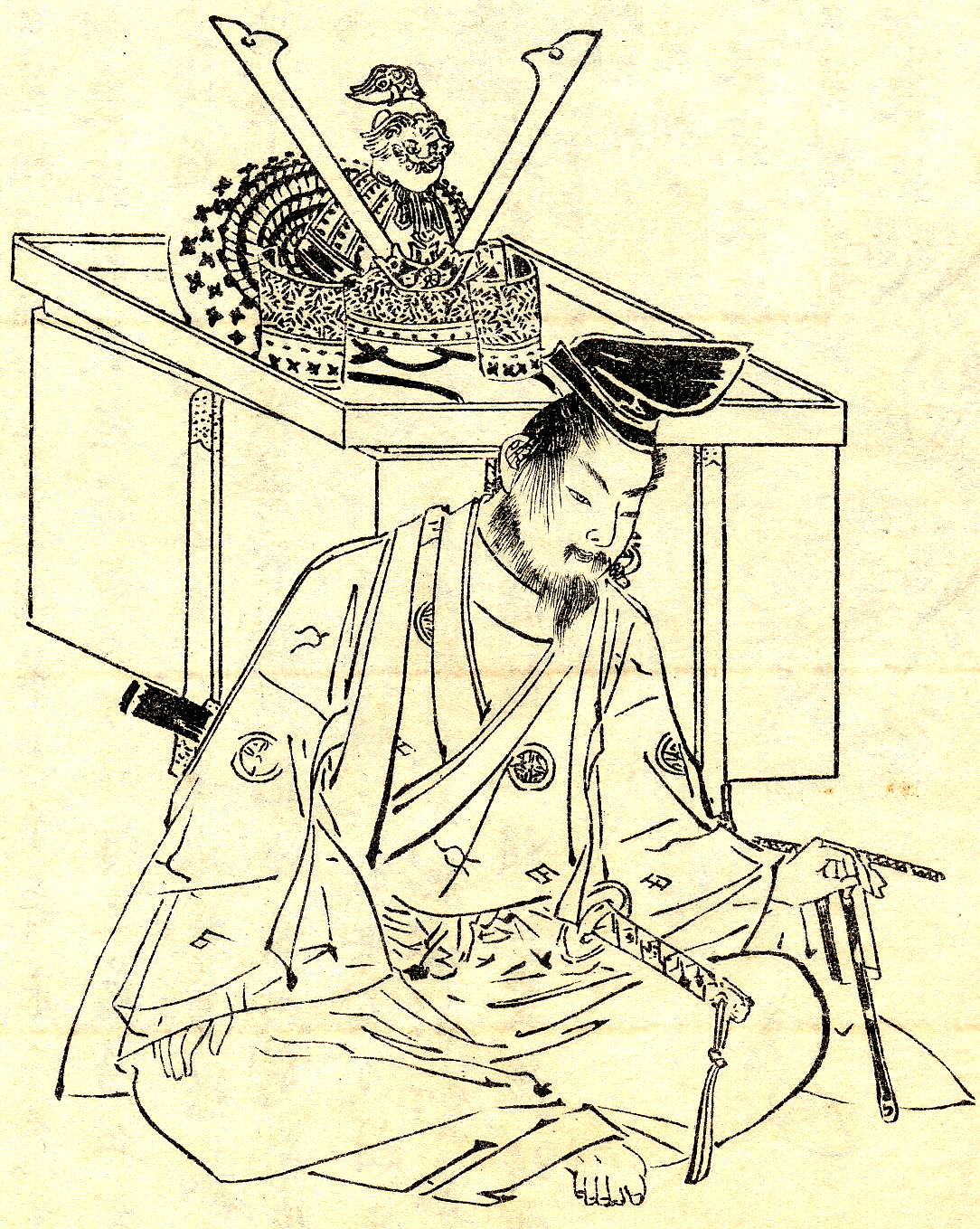
Minamoto no Yoshitsune (1159–1189)

- Minamoto, Katsuhiro (* 1972), japanischer Fußballspieler
- Minamoto, no Yorimitsu (948–1021), japanischer Adeliger
- Minamoto, no Yoshiie (1039–1106), japanischer Adeliger
- Minář, Ivo (* 1984), tschechischer Tennisspieler
- Minář, Jan (* 1981), tschechischer Tennisspieler
- Minard, Alizée (* 1997), französische Speerwerferin
- Minard, Céline (* 1969), französische Schriftstellerin
- Minard, Charles Joseph (1781–1870), französischer Bauingenieur, Pionier der Infografik
- Minard, Chris (* 1981), kanadischer Eishockeyspieler
- Minard, Sébastien (* 1982), französischer Radrennfahrer
- Minardi, Giancarlo (* 1947), italienischer Gründer des nach ihm benannten Formel-1-TeamsGiancarlo Minardi (* 1947)

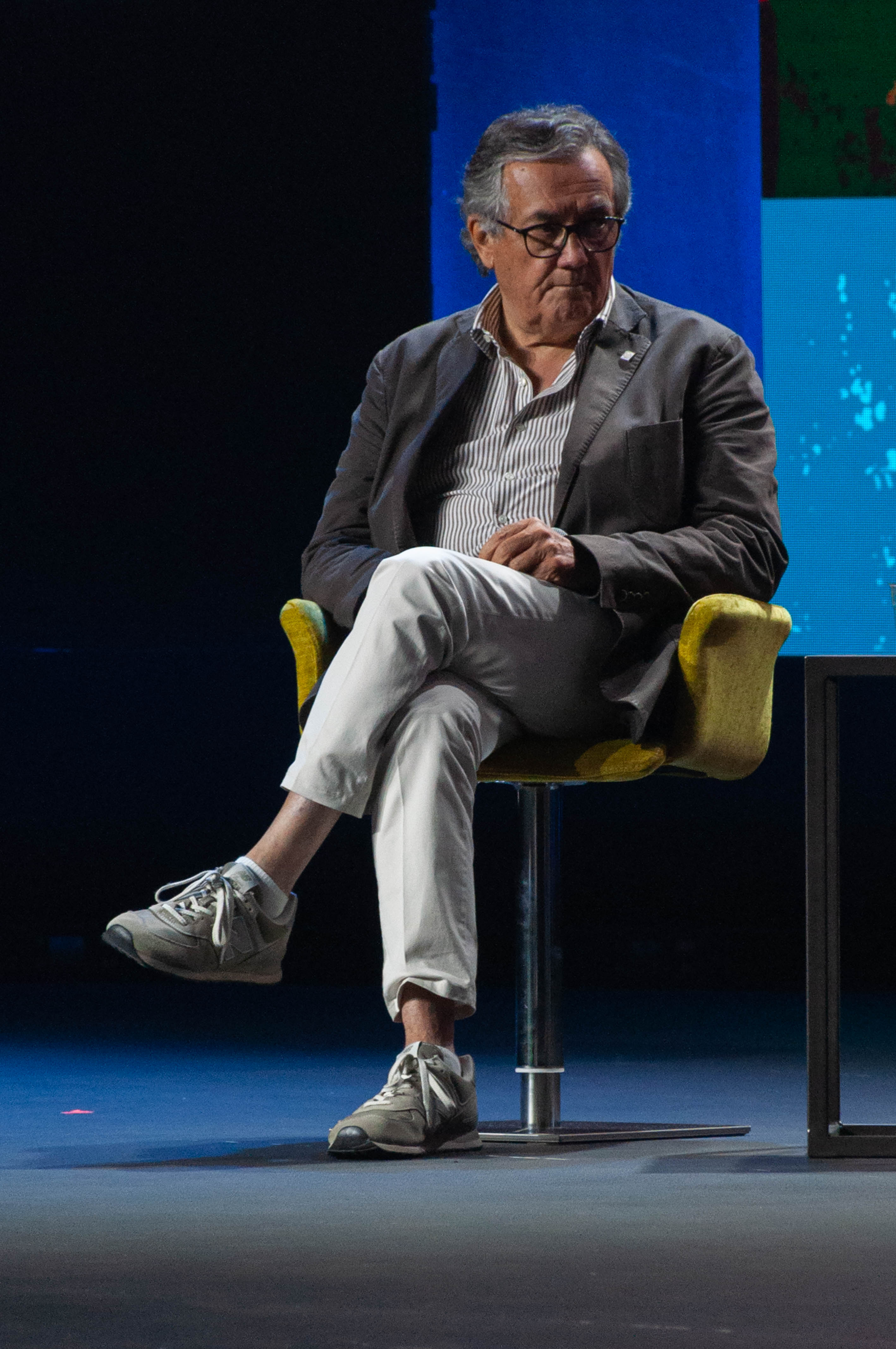
Giancarlo Minardi (* 1947)

- Minardi, Giuseppe (1928–2019), italienischer Radrennfahrer
- Minardi, Louis (1908–2003), französischer Radrennfahrer
- Minardos, Nico (1930–2011), griechisch-US-amerikanischer Schauspieler
- Minarik, Else Holmelund (1920–2012), dänisch-US-amerikanische Kinderbuchautorin
- Minarik, Filip (1975–2023), tschechischer Jockey im deutschen Galoppsport
- Minařík, Jan (1945–2022), tschechisch-deutscher Tänzer und Fotograf
- Minarni (1944–2003), indonesische Badmintonspielerin
- Miñarro, Oscar Eduardo (* 1960), argentinischer römisch-katholischer Geistlicher, Weihbischof in Merlo-Moreno
- Minarz, Ambros (1872–1965), österreichischer Benediktiner, Abt
- Minarz, Walter (1909–1991), österreichischer Autor, Grafiker, Maler und Touristiker
- Minas, Bischof von Aksum
- Minas († 1563), Negus Negest (Kaiser) von Äthiopien
- Minas, Konstantinos (1788–1859), griechischer Philosophie- und Rhetoriklehrer, Philologe, Übersetzer, Dichter und Handschriftenaufkäufer
- Minas-Nerpel, Martina, deutsche Ägyptologin
- Minaschkin, Wladimir Iwanowitsch (1928–2000), russischer Schwimmer, Weltrekordhalter
- Minase, Inori (* 1995), japanische Synchronsprecherin und J-Pop-Sängerin
- Minasi, Dom (1943–2023), US-amerikanischer Jazz- und Improvisationsmusiker
- Minasi, Riccardo (* 1978), italienischer Violinist und DirigentRiccardo Minasi (* 1978)

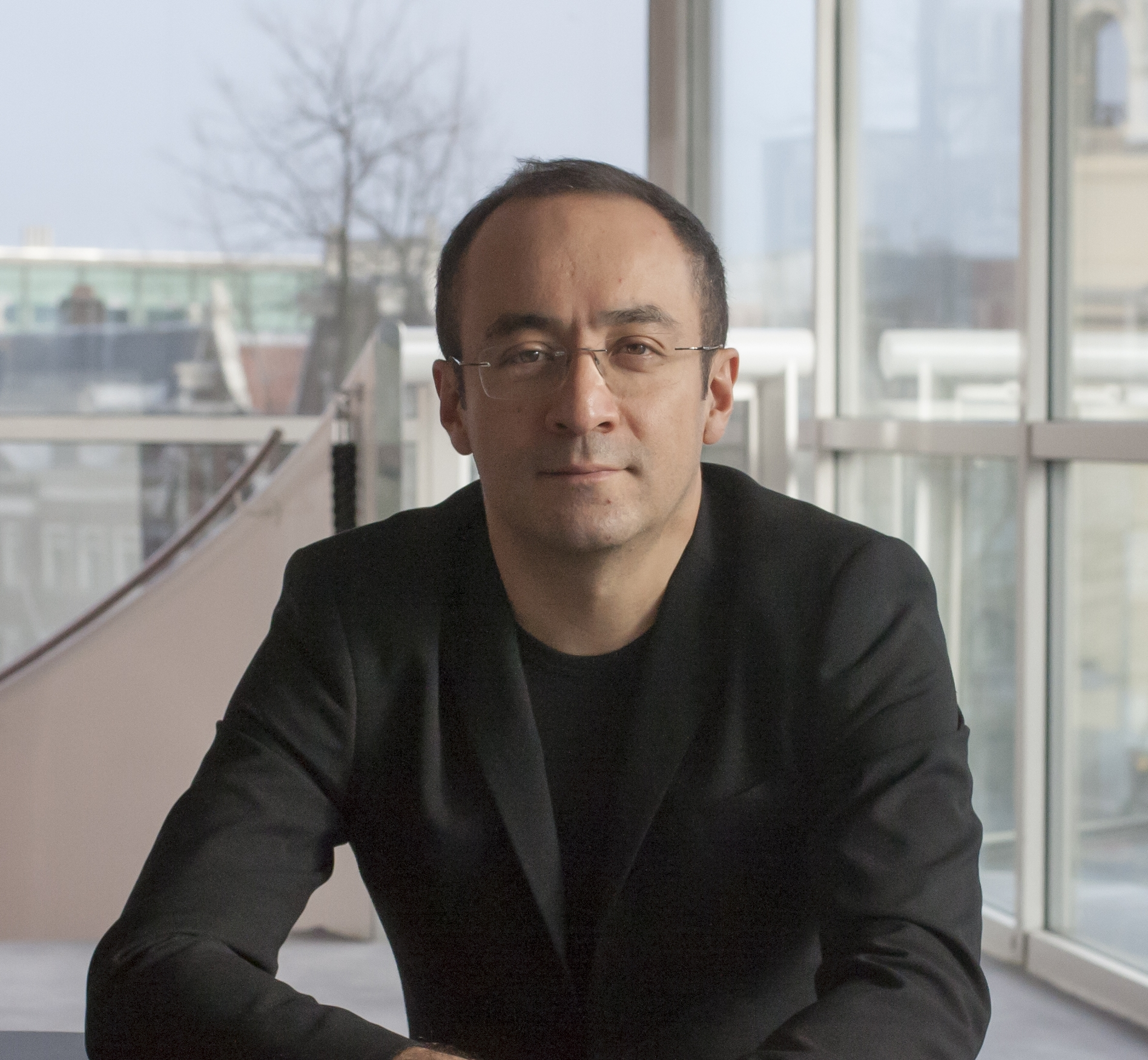
Riccardo Minasi (* 1978)

- Minasian, Armen (1959–2022), US-amerikanischer Filmeditor
- Minasian, Jesaja (* 1986), britisch-armenischer Geiger und Cellist
- Minasiani, Dawit (* 1992), georgischer Eishockeyspieler und Skispringer
- Minasidis, Dimitris (* 1989), zypriotischer Gewichtheber
- Minasjan, Gor (* 1994), armenisch-bahrainischer Gewichtheber
- Minasjan, Mikael (* 1977), armenischer Diplomat und Medienunternehmer
- Minasjan, Wahagn (* 1985), armenischer Fußballspieler
- Minassian, Leone (1905–1978), italienischer abstrakter Maler
- Minassian, Nicolas (* 1973), französischer Rennfahrer
- Minassian, Raphaël Bedros XXI. (* 1946), armenisch-katholischer Geistlicher und Patriarch von Kilikien
- Minassian, Sarkis (1873–1915), armenischer Journalist, Lehrer und politischer Aktivist
- Minassjan, Artasches (* 1967), armenischer Schachspieler
- Minato, Nicolò († 1698), italienischer Dichter, Librettist und Impresario
- Minato, Yūsuke (* 1985), japanischer Nordischer Kombinierer
- Minatoya, Hiroshi (1943–2016), japanischer Judoka
- Minatschi, Naser (1931–2014), iranischer Politiker
- Minauf, Willi (1889–1968), deutscher Schauspieler
- Minavand, Mehrdad (1975–2021), iranischer Fußballspieler und -trainer
- Minax, Angelo Madsen (* 1983), US-amerikanischer Filmregisseur
- Minazzoli, Christiane (1931–2014), französische Schauspielerin
- Minazzoli, Danielle (* 1941), französische Tänzerin und Schauspielerin

### Minc
- Minc, Alain (* 1949), französischer Publizist und Politikberater
- Minc, Hilary (1905–1974), polnischer Ökonom und Politiker, Mitglied des Sejm
- Minc, Rahel (1899–1978), polnisch-israelische Schriftstellerin und Pädagogin
- Mincă, Mihai (* 1984), rumänischer Fußballspieler
- Mincarelli, Lucas (* 2004), französisch-italienischer Fußballspieler
- Mince, Johnny (1912–1994), amerikanischer Klarinettist des Swing
- Mincer, Jacob (1922–2006), US-amerikanischer Wirtschaftswissenschaftler
- Minčev, Nikola (1915–1997), mazedonischer und jugoslawischer Politiker
- Mincewicz, Gabriel Jan (1938–2016), litauischer Politiker
- Minchaef, altägyptischer Prinz
- Minchella, Damon (* 1969), britischer Musiker
- Minchiatti, Carlo (1915–1996), italienischer Geistlicher, Erzbischof von Benevent
- Minchin, Alice (1889–1966), neuseeländische Lehrerin und leitende Bibliothekarin des Auckland University College
- Minchin, Elizabeth, australische Klassische Philologin
- Minchin, Tim (* 1975), australisch-britischer Komiker, Schauspieler und MusikerTim Minchin (* 1975)

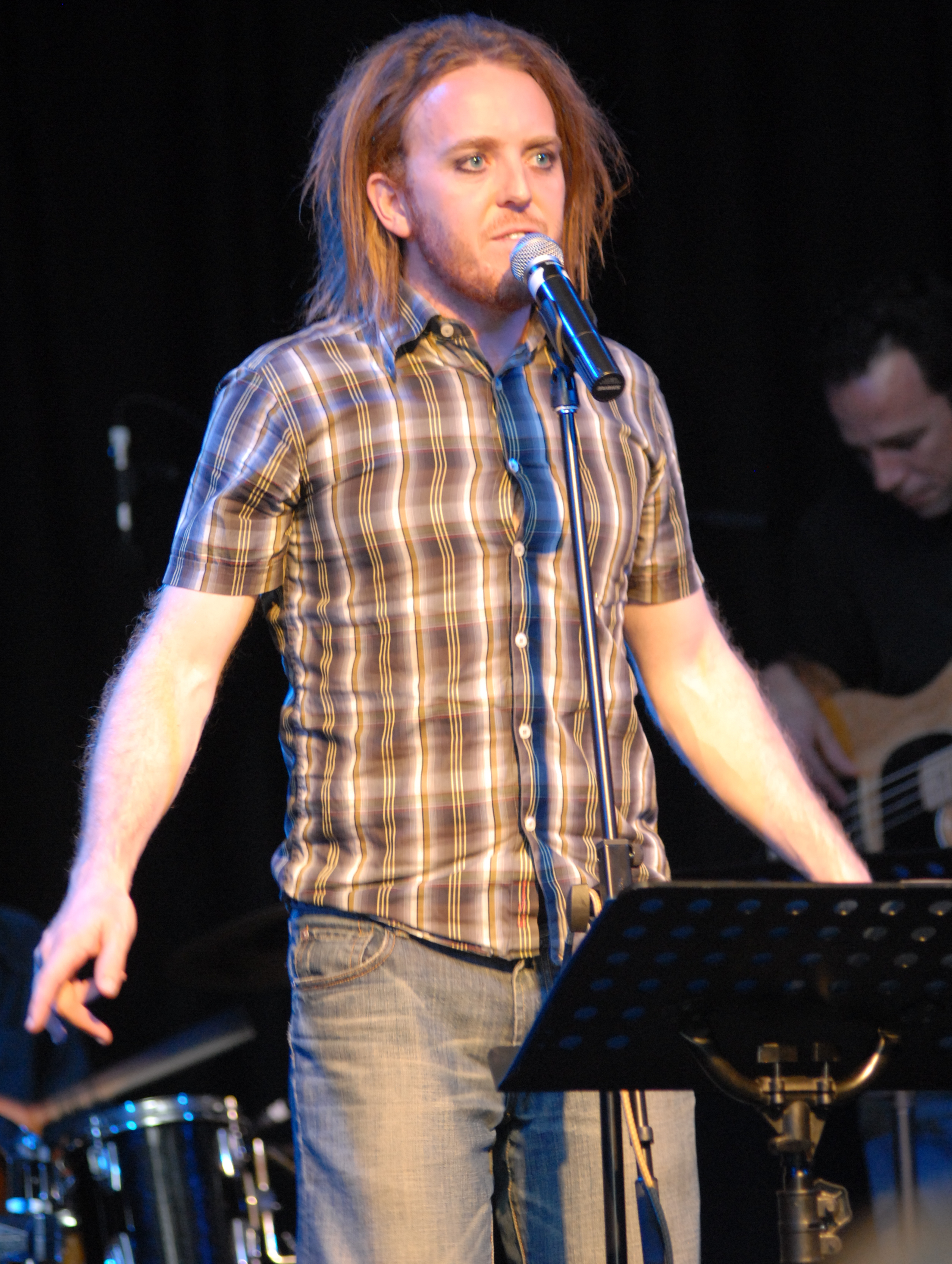
Tim Minchin (* 1975)

- Mincieux, Annie (1857–1937), Journalistin und Zeichnerin
- Minčík, Juraj (* 1977), slowakischer Kanute
- Mincinozlu, Mehmetcan (* 1984), türkischer Schauspieler
- Minciotti, Gino, italienischer Motorradrennfahrer
- Minck, Bady (* 1956), luxemburgische Filmemacherin
- Minck, Edda (* 1958), deutsche Schriftstellerin
- Minck, Oliver, deutscher Liedermacher
- Minckeleers, Johannes Petrus (1748–1824), niederländischer Wissenschaftler und Erfinder
- Mincks, Aedin (* 2000), US-amerikanischer Schauspieler
- Minckwitz, Barbara von (* 1950), deutsche Schauspielerin und Rechtsanwältin
- Minckwitz, Eberhard von (1910–1995), deutscher Jurist und Politiker (CDU)
- Minckwitz, Erwin von (1838–1921), königlich sächsischer General der Infanterie
- Minckwitz, Friedrich August Wilhelm von (1753–1823), Geheimer Rat, Minister und Obersteuerdirektor.
- Minckwitz, Georg Wilhelm von (1736–1796), preußischer Generalmajor, Kommandeur des Kürassierregiment „von Mengden“
- Minckwitz, Gunter von (* 1964), deutscher Gynäkologe und GeburtshelferGunter von Minckwitz (* 1964)

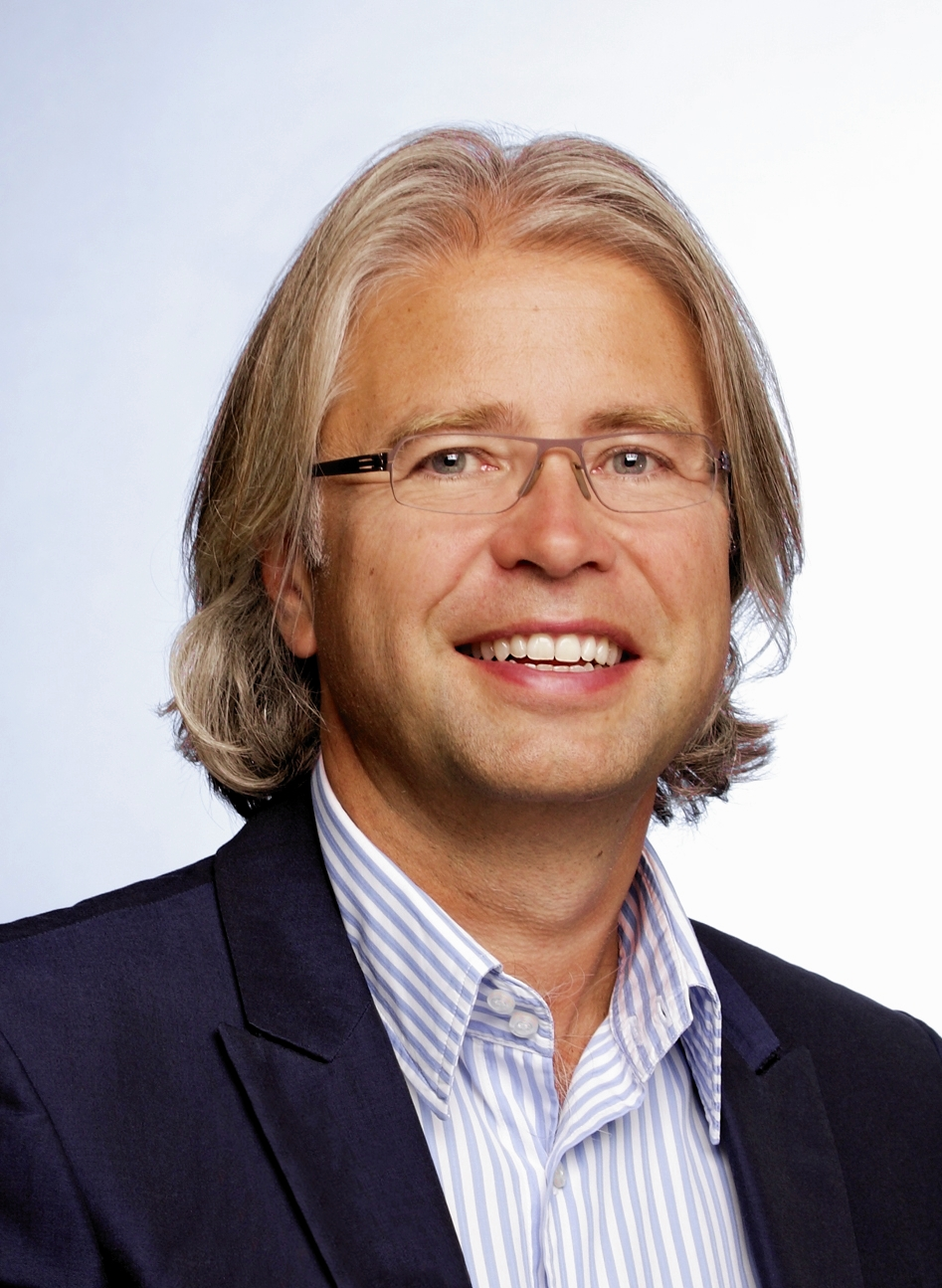
Gunter von Minckwitz (* 1964)

- Minckwitz, Hans Rudolph von (1637–1702), kursächsischer Generalleutnant und Gouverneur zu Leipzig, Lebensretter von Kurfürst Johann Georg III.
- Minckwitz, Heinrich (1819–1886), deutscher Revolutionär und Parlamentarier (DFP), MdR
- Minckwitz, Horst Benno Adolf von (1877–1956), deutscher Offizier, Militärflieger im Ersten Weltkrieg und maßgeblich am Aufbau der Fliegertruppen im Königreich Sachsen beteiligt
- Minckwitz, Johann Christoph von († 1795), sächsischer Generalleutnant und Regimentschef
- Minckwitz, Johannes (1812–1885), deutscher Dichter, Übersetzer und Philologe
- Minckwitz, Johannes (1843–1901), deutscher Schachspieler und Publizist
- Minckwitz, Johannes von (1787–1857), königlich-sächsischer Geheimer Rat, Außenminister und Generalleutnant
- Minckwitz, Karl Oswald (1851–1897), deutscher Arzt und deutscher Politiker (DFP), MdL (Königreich Sachsen)
- Minckwitz, Nicolaus von († 1549), deutscher Ritter der Renaissance
- Minckwitz, Rudolf von (1827–1916), preußischer General der Infanterie
- Minckwitz, Wilhelm von (1837–1922), königlich sächsischer General der Infanterie, Generaladjutant des Königs
- Minco, Bill (1922–2006), niederländischer Widerstandskämpfer und Kommunalpolitiker
- Minco, Marga (1920–2023), niederländische Schriftstellerin und Journalistin
- Mincoff-Marriage, Elizabeth (1874–1952), britische Volksliedforscherin
- Mincu, Ion (1852–1912), rumänischer Architekt und Politiker
- Mincu, Marin (1944–2009), rumänischer Lyriker, Literaturkritiker und -wissenschaftler
- Mincuzzi, Michele (1913–1997), italienischer Geistlicher, Erzbischof von Lecce
- Mincza-Nébald, Ildikó (* 1969), ungarische Fechterin

### Mind
- Mind Destroyer (* 2001), deutscher DJ und Musikproduzent im Bereich der elektronischen Tanzmusik
- Mind, Billie, Filmeditorin und Sounddesignerin
- Mind, Gottfried (1768–1814), Schweizer Zeichner
- Mind-X (* 1972), Schweizer DJ und Technoproduzent
- Minda Chalá, Guido Iván (* 1960), ecuadorianischer Geistlicher, römisch-katholischer Bischof von Santa Elena
- Minda, Alan (* 2002), ecuadorianischer Leichtathlet
- Minda, Andreina (* 2001), ecuadorianische Sprinterin
- Minda, Beatrice (* 1968), deutsche Fotografin und Autorin
- Minda, Liviu (* 1929), rumänischer Politiker (PCR) und Botschafter
- Minda, Oswaldo (* 1983), ecuadorianischer Fußballspieler
- Mindaoudou, Aïchatou (* 1959), nigrische Juristin, Politikerin und Diplomatin
- Mindaros († 410 v. Chr.), spartanischer Feldherr im Peloponnesischen Krieg
- Mindaugas († 1263), litauischer HerrscherMindaugas von Litauen († 1263)

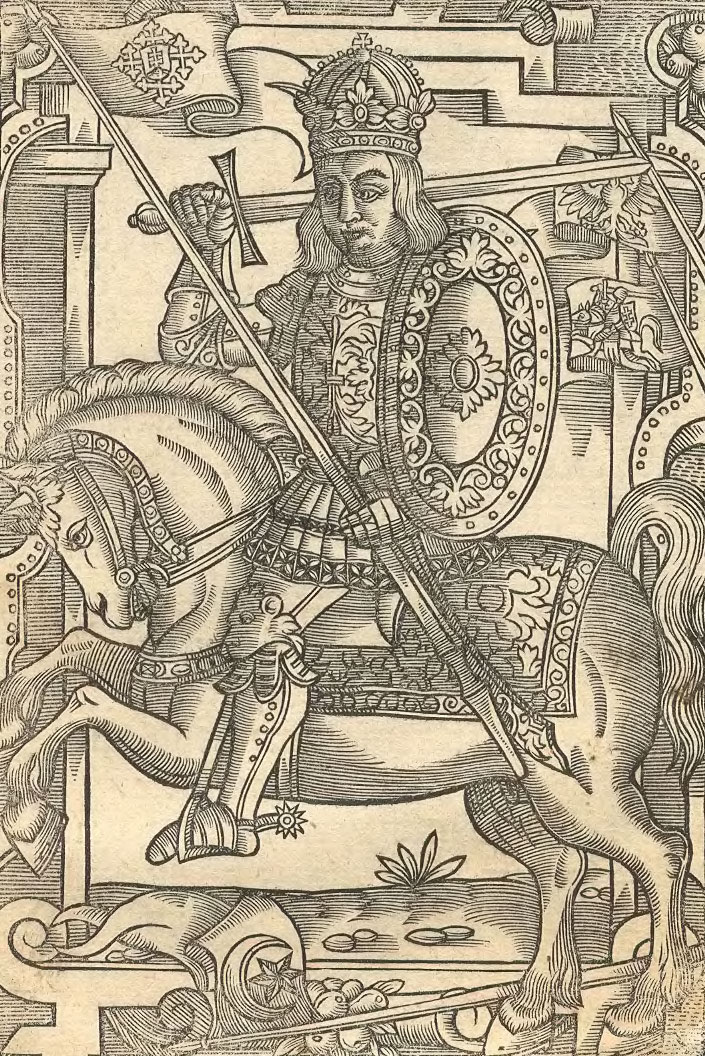
Mindaugas von Litauen († 1263)

- Mindaye, Gishu (* 1986), äthiopische Marathonläuferin
- Minde, Kristine (* 1992), norwegische Fußballspielerin
- Minde, Ludovic (* 1952), tansanischer Ordensgeistlicher, römisch-katholischer Bischof von Moshi
- Minde-Pouet, Georg (1871–1950), deutscher Bibliothekar
- Mindegía, Niko (* 1988), spanischer Handballspieler
- Mindel, Daniel (* 1958), US-amerikanischer Kameramann
- Mindell, Arnold (1940–2024), US-amerikanischer AutorArnold Mindell (1940–2024)

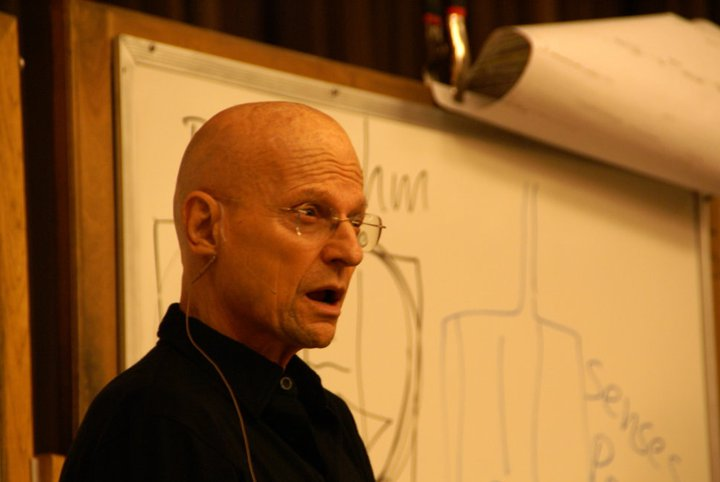
Arnold Mindell (1940–2024)

- Mindell, Fania (1894–1969), russisch-amerikanische Aktivistin, Sozialarbeiterin, Bühnen- und Kostümbildnerin und Übersetzerin
- Mindemann, Volkhard (1705–1781), Bremer Jurist, Ratsherr und Bürgermeister
- Minden, Georg (1850–1928), deutscher Verwaltungsjurist und Vorsitzender der reformjüdischen Gemeinde von Berlin
- Minden, Gerhard von († 1466), Bürgermeister der Hansestadt Lübeck
- Minden, Heinrich (1855–1913), deutscher Verleger
- Minden, Heinrich (1887–1957), deutscher Verleger und Lyriker
- Minden, Heinrich (1915–1979), deutscher Schauspieler und Regisseur
- Minden, Inka Loreen (* 1976), deutsche Autorin
- Minden, Lion van (1880–1944), niederländischer Fechter
- Minden, Margarete von († 1619), Tangermünder Patriziertochter
- Minden, Martin (1892–1926), deutscher Verleger und Schriftsteller
- Minden, Steven (* 1990), luxemburgischer Eishockeyspieler
- Minder, Albert (1879–1965), Schweizer jenischer Dichter-Maler
- Minder, Erna (* 1939), österreichische Politikerin (SPÖ), Landtagsabgeordnete
- Minder, Hans (* 1908), Schweizer Ringer
- Minder, Hansjörg (* 1942), Schweizer Radrennfahrer
- Minder, Iris (* 1951), Schweizer Regisseurin und Autorin
- Minder, John Baptist (1923–2009), US-amerikanischer Geistlicher, Bischof von Keimoes
- Minder, Matthias (* 1993), Schweizer Fussballspieler
- Minder, Robert (1902–1980), französischer Germanist
- Minder, Thomas (* 1960), Schweizer Unternehmer und PolitikerThomas Minder (* 1960)

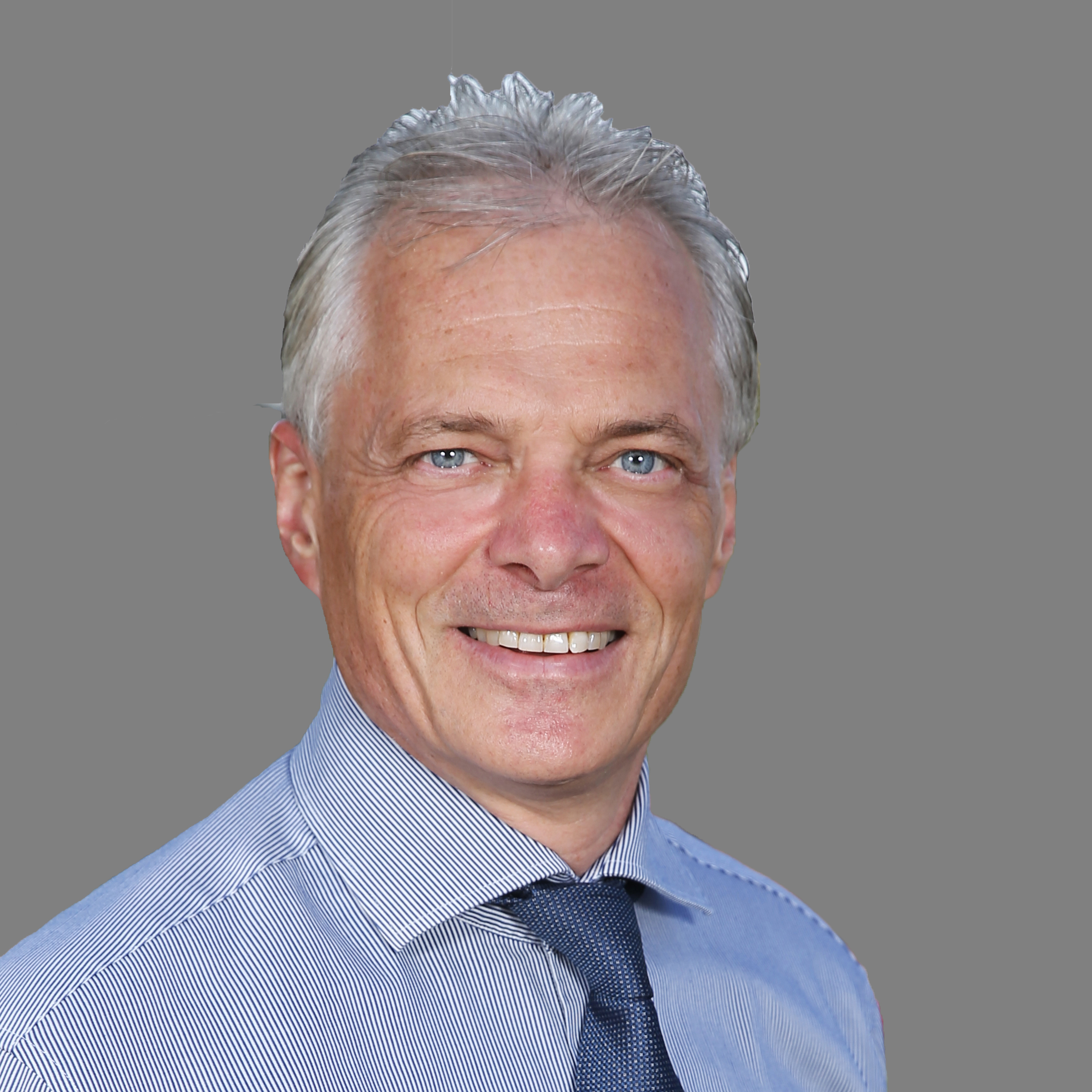
Thomas Minder (* 1960)

- Minder, Veronika (* 1948), Schweizer Kuratorin, Dramaturgin und Filmregisseurin
- Mindera, Karl (1906–1973), österreichischer Geistlicher, Theologe sowie Kirchen- und Kunsthistoriker
- Minderer, Raymund (1570–1621), deutscher Mediziner
- Minderer, Sebald (1710–1784), deutscher Franziskaner und katholischer Theologe
- Minderhoud, Hans Peter (* 1973), niederländischer Dressurreiter
- Minderhout, Hendrik van (1632–1696), niederländischer Marinemaler
- Minderjahn, Rolf (1963–2025), deutscher Reiseschriftsteller
- Mindermann, Frank (* 1968), deutscher Politiker (CDU), MdL
- Mindermann, Marie (1808–1882), deutsche Schriftstellerin
- Mindermann, Martin (* 1960), deutscher bildender Künstler
- Mindermann, Torsten (* 1971), deutscher Ökonom und Hochschullehrer
- Minding, Ferdinand (1806–1885), deutscher Mathematiker
- Minding, Julius (1808–1850), deutscher Arzt und Schriftsteller
- Mindirhassow, Serhij (* 1959), sowjetischer Säbelfechter
- Mindius Balbus, Lucius, römischer Statthalter
- Mindius Pollio, Lucius, römischer Statthalter
- Mindjedef, altägyptischer Prinz
- Mindler, Joseph (1808–1868), deutscher Stenograf
- Mindlin, Anton Witaljewitsch (* 1985), russischer Bahn- und Straßenradrennfahrer
- Mindlin, Raymond D. (1906–1987), US-amerikanischer Ingenieurwissenschaftler
- Mindner, Erich (1895–1939), deutscher Architekt und Hochschullehrer
- Mindon Min (1808–1878), König von Birma
- Mindoraschwili, Rewas (* 1976), georgischer Ringer
- Mindrebøe, Kristoffer (* 1992), norwegischer Poolbillardspieler
- Mîndru, Elena (* 1988), rumänische Jazzmusikerin (Gesang, Komposition)
- Mindrul, Dmitri Anatoljewitsch (* 1991), russischer Snowboarder
- Mindrup, Joosten (* 1967), deutscher Schauspieler und Theaterregisseur
- Mindrup, Klaus (* 1964), deutscher Politiker (SPD), MdB
- Mindszenty, Gustav Aurel (1892–1965), österreichischer Filmschaffender (Zeichner, Filmarchitekt, Filmregisseur, Drehbuchautor)
- Mindszenty, József (1892–1975), ungarischer Erzbischof der Erzdiözese Esztergom-Budapest
- Mindszenty, Marika (* 1946), ungarisch-österreichische Schauspielerin
- Mindt, Andreas (* 1969), deutscher Automobildesigner
- Mindt, Dieter (* 1939), deutscher Anglist
- Mindt, Nina Simone (* 1980), deutsche Klassische Philologin
- Mindua, Antoine Kesia-Mbe (* 1956), kongolesischer Jurist und Richter am Internationalen Strafgerichtshof

### Mine
- Mine (* 1986), deutsche Sängerin, Songwriterin und ProduzentinMine (* 1986)

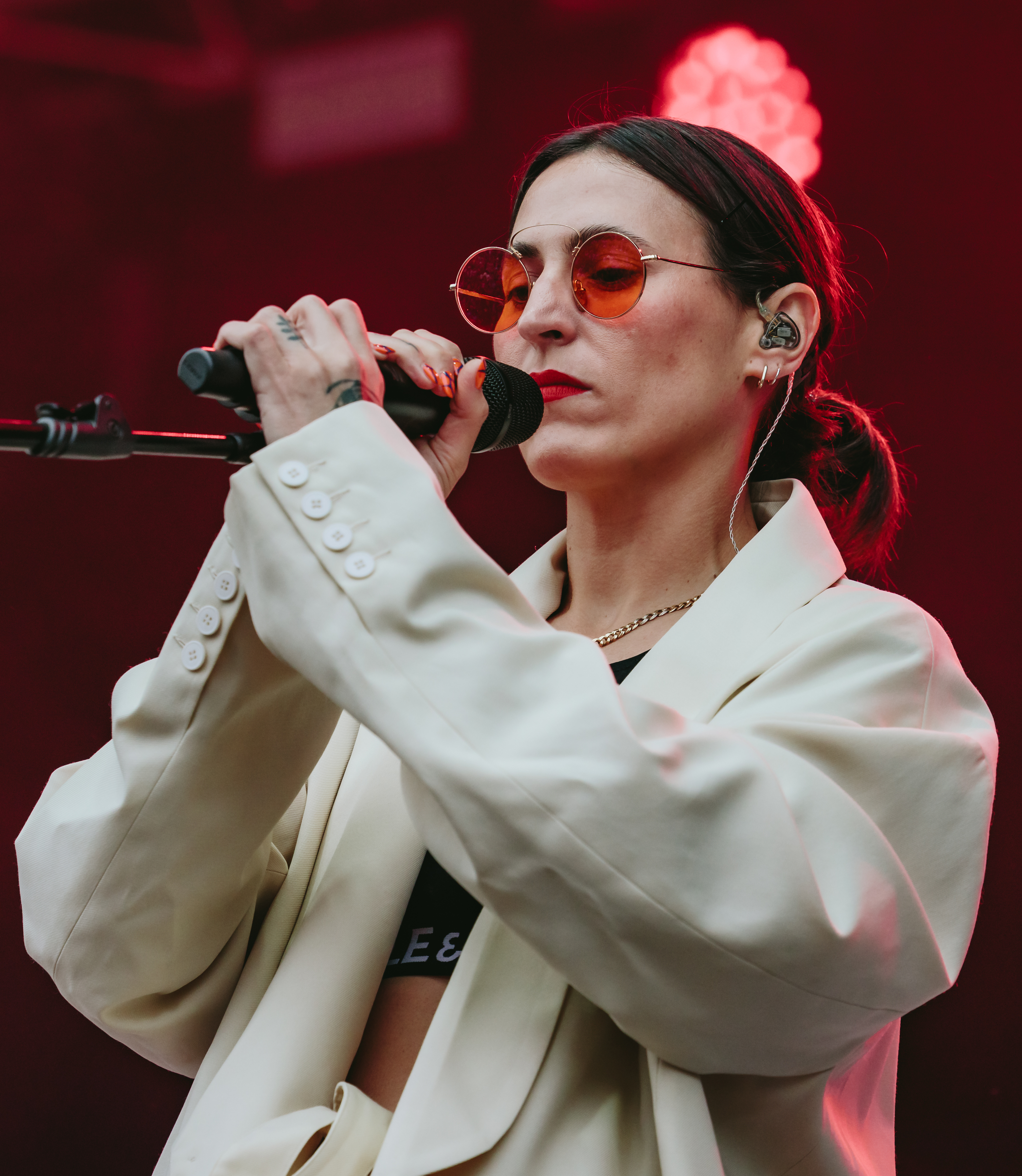
Mine (* 1986)

- Mine, Ayumi (* 1992), japanische Badmintonspielerin
- Mine, Hayato (* 1992), japanischer Fußballspieler
- Mine, Junko, japanische Jazzmusikerin
- Mine, Kazuki (* 1993), japanischer Fußballspieler
- Mine, Kōsuke (* 1944), japanischer Jazz- und Fusionmusiker (Saxophon)
- Mine, Yukiyo (* 1988), japanische Softballspielerin
- Minea, Daniel (* 1961), rumänischer Fußballspieler
- Minear, Tim (* 1963), US-amerikanischer Drehbuchautor und RegisseurTim Minear (* 1963)

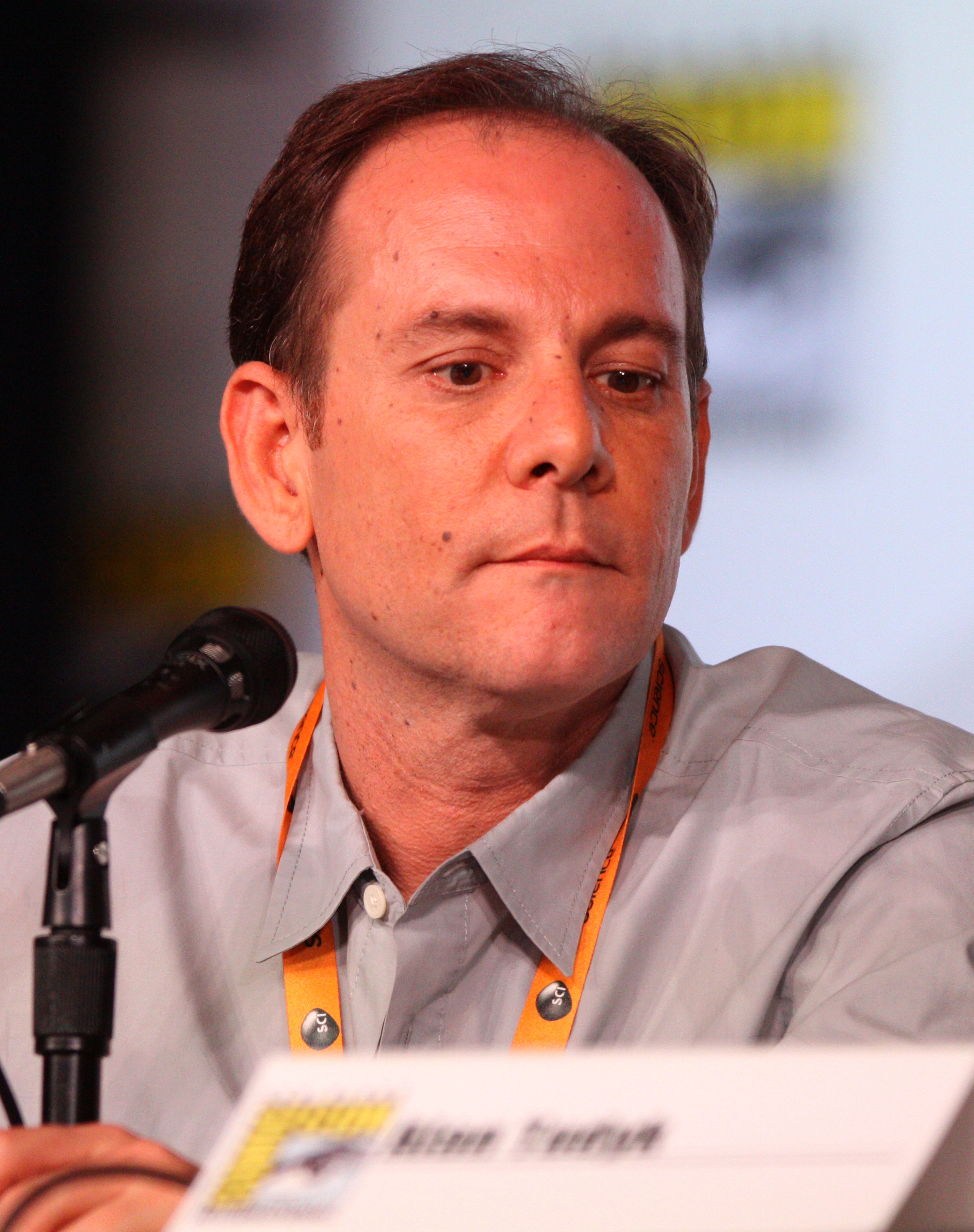
Tim Minear (* 1963)

- Mineau, Charlotte (1886–1979), US-amerikanische Schauspielerin
- Mineau, David A., US-amerikanischer Offizier, Generalmajor der US Air Force
- Mineda, Yūya (* 2002), japanischer Fußballspieler
- Minegishi, Hikaru (* 1991), philippinischer Fußballspieler
- Minegishi, Keisuke (* 1991), japanischer Fußballspieler
- Mineiro (* 1975), brasilianischer Fußballspieler
- Mineiro Fernandes, Juliano (* 1986), brasilianischer Fußballspieler
- Mineiro, Lucas (* 1996), brasilianischer Fußballspieler
- Mineiro, Saulo (* 1997), brasilianischer Fußballspieler
- Minejew, Wiktor Alexandrowitsch (1937–2002), sowjetischer Pentathlet
- Minejew, Wladimir Petrowitsch (* 1945), russischer Physiker
- Minejewa, Inessa Georgijewna (1936–2013), sowjetische bzw. russische Geochemikerin
- Minejewa, Olga Pawlowna (* 1952), russische Sprinterin
- Minekura, Kazuya (* 1975), japanische Manga-Zeichnerin
- Minelga, Dainius (* 1965), litauischer Schachspieler
- Minella, José María (1909–1981), argentinischer Fußballspieler
- Minella, Mandy (* 1985), luxemburgische Tennisspielerin und Politikerin
- Minelli (* 1988), rumänische Sängerin und SongwriterinMinelli (* 1988)

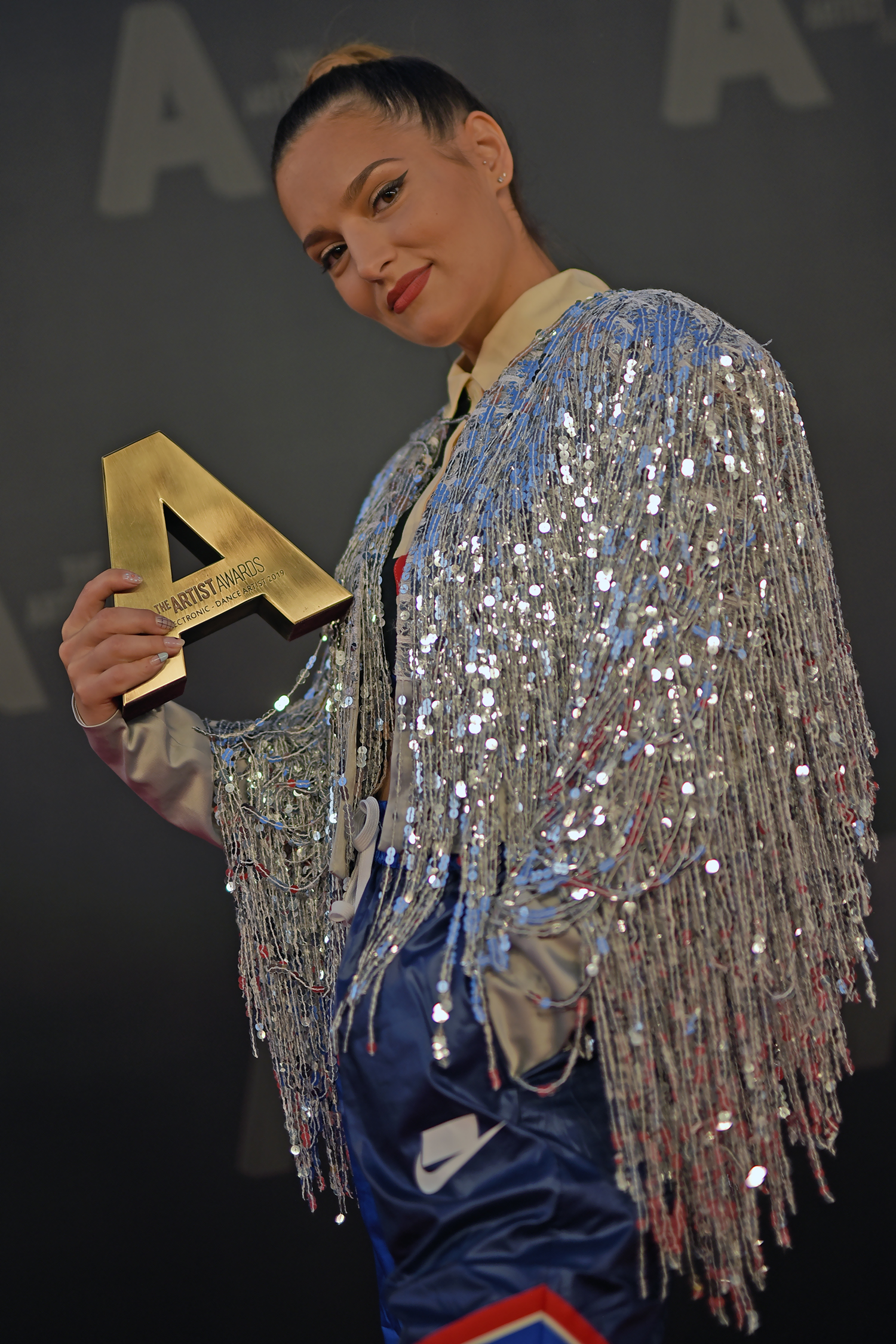
Minelli (* 1988)

- Minelli, Ludwig A. (* 1932), Schweizer Rechtsanwalt und Journalist
- Minelli, Michèle (* 1968), Schweizer Autorin und Filmregisseurin
- Minelli, Severino (1909–1994), Schweizer Fußballspieler
- Minello, Gianni (* 1938), italienischer Filmregisseur und Drehbuchautor
- Minello, Tatiana (* 1970), brasilianische Volleyball- und Beachvolleyballspielerin
- Minenko, Hanna (* 1989), israelische Dreispringerin ukrainischer Herkunft
- Minenkow, Andrei Olegowitsch (* 1954), russischer Eiskunstläufer
- Mineo, Alfred († 1930), Mafioso
- Mineo, Andy (* 1988), US-amerikanischer christlicher Rapper
- Mineo, Sal (1939–1976), US-amerikanischer Schauspieler und SängerSal Mineo (1939–1976)

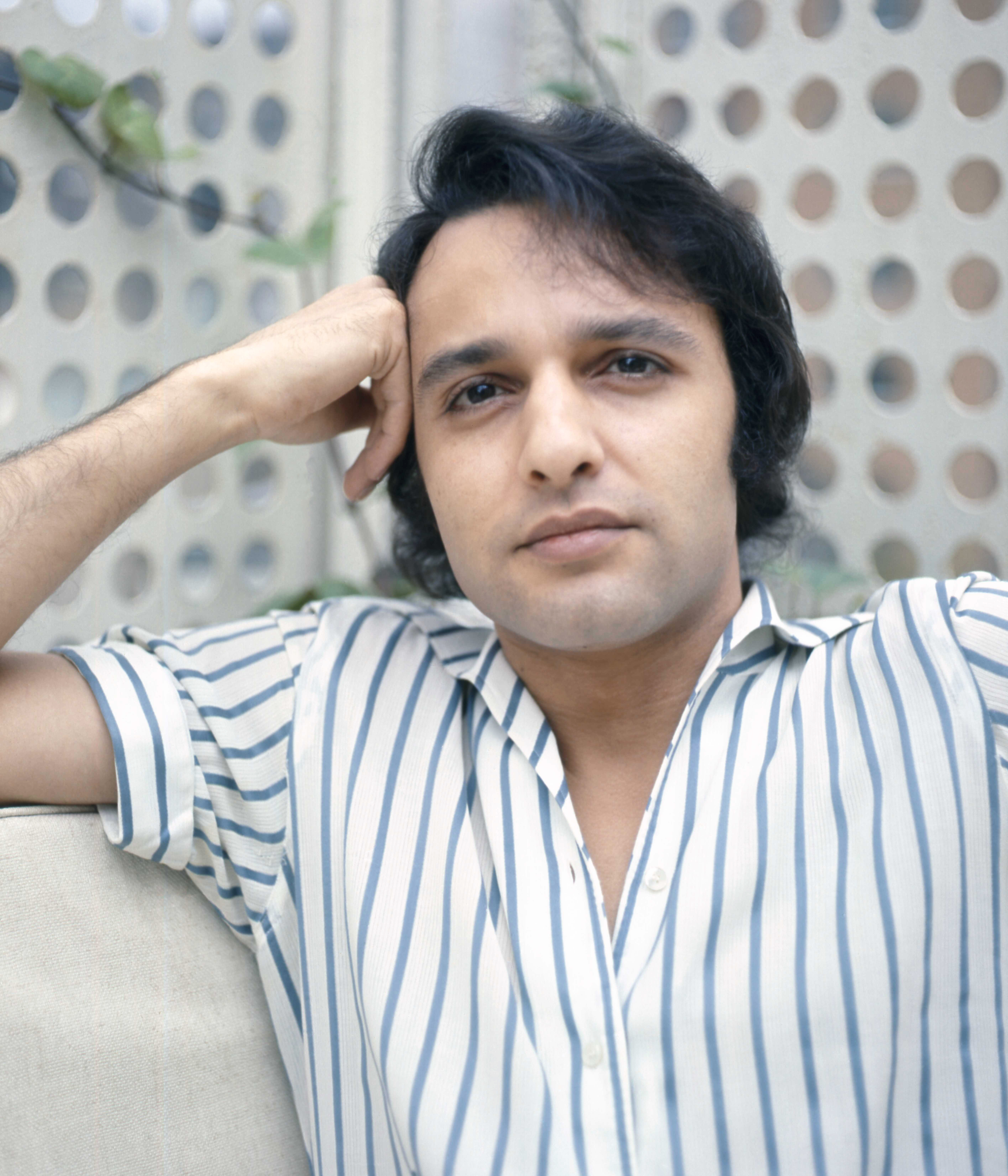
Sal Mineo (1939–1976)

- Miner, Ahiman Louis (1804–1886), US-amerikanischer Politiker
- Miner, Aidan (* 2002), US-amerikanischer Kinderdarsteller
- Miner, Allison (1949–1995), US-amerikanische Musikmanagerin
- Miner, Charles (1780–1865), US-amerikanischer Politiker
- Miner, Henry C. (1842–1900), US-amerikanischer Impresario und Politiker
- Miner, Horace (1912–1993), US-amerikanischer Anthropologe
- Miner, Jan (1917–2004), US-amerikanische Schauspielerin
- Miner, Jay (1932–1994), US-amerikanischer Chipdesigner, Vater des Amiga
- Miner, John (* 1965), kanadischer Eishockeyspieler
- Miner, Josef (1914–1944), deutscher Boxer
- Miner, Loring (1860–1935), Landarzt in Haskell County, Kansas
- Miner, Myrtilla (1815–1864), US-amerikanische Pädagogin und Abolitionistin
- Miner, Neal (* 1970), US-amerikanischer Jazzmusiker
- Miner, Phineas (1777–1839), US-amerikanischer Politiker
- Miner, Rachel (* 1980), US-amerikanische SchauspielerinRachel Miner (* 1980)

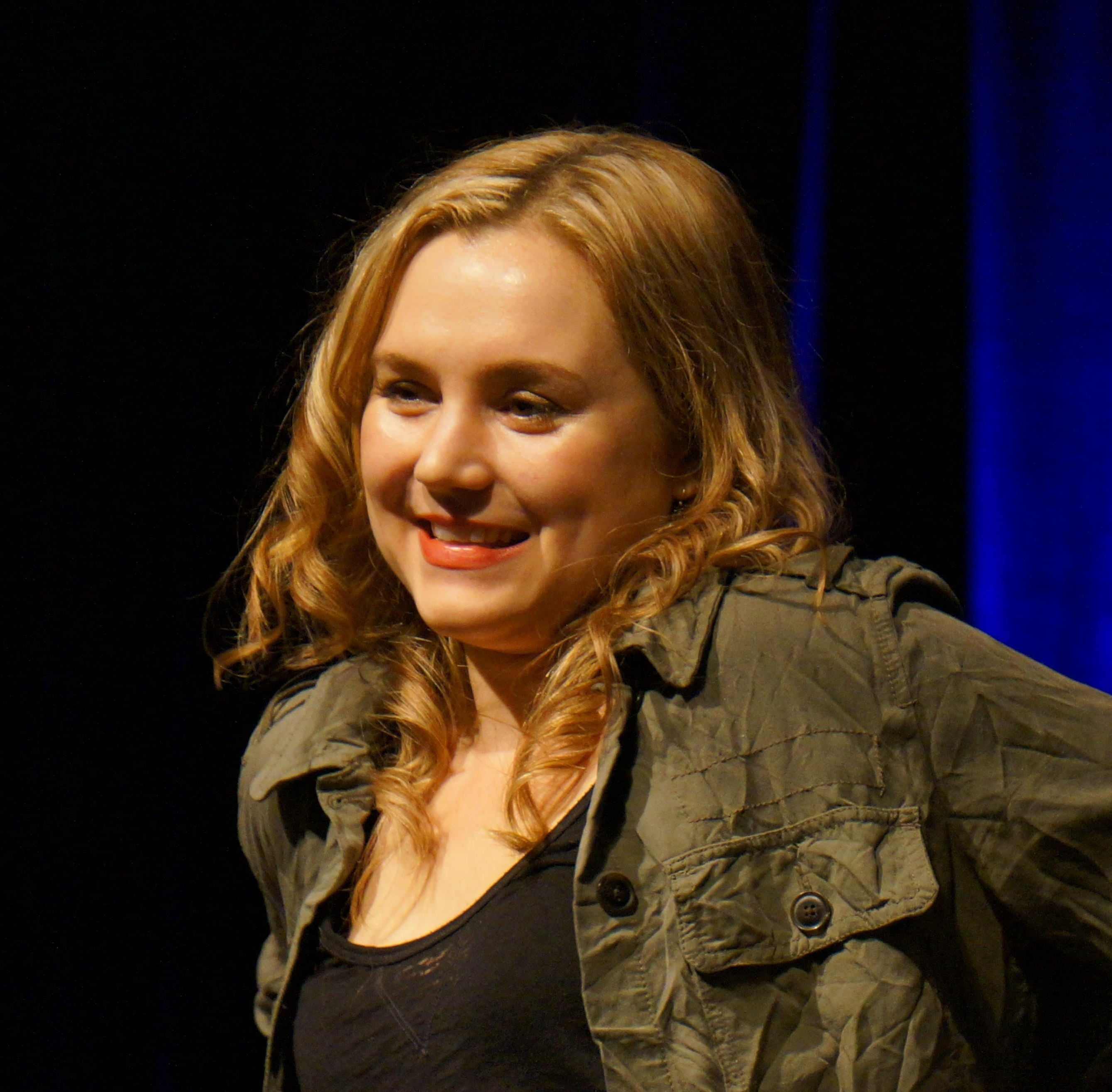
Rachel Miner (* 1980)

- Miner, Ross (* 1991), US-amerikanischer Eiskunstläufer
- Miner, Steve (* 1951), US-amerikanischer Filmregisseur
- Minerbi, Arrigo (1881–1960), italienischer Bildhauer
- Minerbi, Lucilio, italienischer Lexikograf
- Minerva, Francesco (1904–2004), italienischer Geistlicher, Bischof und Erzbischof von Lecce
- Minerva, Jan-Steffen (* 1989), deutscher Handballspieler
- Minerve, Geezil (1922–1992), kubanischer Jazzmusiker
- Minervina, Partnerin des römischen Kaisers Konstantin I.
- Minervini, Gianni (* 1966), italienischer Schwimmer
- Mines, Kelsey, US-amerikanische Musikerin (Bass, Komposition)
- Mineshima, Hide (* 1916), japanische Diskuswerferin
- Mineta, Norman (1931–2022), US-amerikanischer Politiker
- Minetti, Alberto (* 1957), italienischer Radrennfahrer
- Minetti, Annalisa (* 1976), italienische Sängerin, Songwriterin, Behindertensportlerin und Fernsehmoderatorin
- Minetti, Anne-Elise (* 1988), deutsche Theaterschauspielerin
- Minetti, Bernhard (1905–1998), deutscher SchauspielerBernhard Minetti (1905–1998)

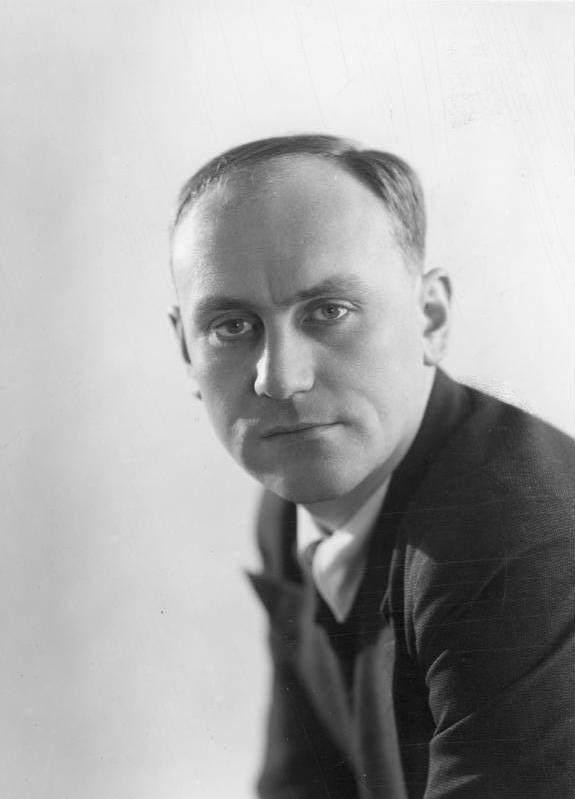
Bernhard Minetti (1905–1998)

- Minetti, Daniel (* 1958), deutscher Schauspieler und Sprecher für Funk und Synchron
- Minetti, Hans (1898–1991), deutscher Betonbau-Ingenieur
- Minetti, Hans-Peter (1926–2006), deutscher Schauspieler
- Minetti, Jennifer (1940–2011), deutsche Schauspielerin
- Minetti, Nicole (* 1985), italienische Politikerin (PDL)
- Mineur, Adolphe (1867–1950), belgischer Mathematiker
- Mineur, Anne-Marie (* 1967), niederländische Politikerin (Socialistische Partij), MdEP
- Mineur, Henri (1899–1954), französischer Astronom
- Mineur, Jean (1902–1985), französischer Filmregisseur und -produzent
- Minev, Nikolay (1931–2017), US-amerikanischer Schachmeister
- Minevitch, Borrah (1902–1955), russisch-amerikanischer Mundharmonikaspieler und Bandleader
- Minevski, Alexander, belarussischer Handballspieler
- Minevski, Andrej (* 1969), belarussischer Handballtrainer und Handballspieler
- Minew, Wesselin (* 1980), bulgarischer Fußballspieler
- Mineyko, Zygmunt (1840–1925), polnisch-griechischer Ingenieur, Politiker und Amateurarchäologe
- Minezaki Kōtō, japanischer Komponist
- Minezaki, Naoki (* 1944), japanischer Politiker

### Ming
- Ming (* 1976), südkoreanisch-deutsche Pianistin
- Ming, Andreas (* 2000), Schweizer Unihockeyspieler
- Ming, Barbara (* 1946), deutsche Schriftstellerin, Autorin
- Ming, Christof (* 1986), Schweizer Unihockeyspieler
- Ming, Hans (1904–1986), Schweizer Politiker (KVP)
- Ming, Hoyt (1902–1985), US-amerikanischer Old-Time-Musiker
- Ming, Mia (* 1977), deutsche Autorin
- Ming, Peter Anton (1851–1924), Schweizer Politiker, Richter, Arzt und Mundartdichter
- Ming, Xiao (510–528), Kaiser der Nördlichen Wei-Dynastie
- Ming-Nufer, Priska (* 1992), Schweizer Skirennfahrerin
- Minga, Arben (1959–2007), albanischer Fußballspieler
- Mingana, Alphonse († 1937), irakischer Theologe
- Mingardo, Sara (* 1961), italienische Opernsängerin (Alt) und Gesangspädagogin
- Mingardo, Stefano (1959–2014), italienischer Schauspieler, American-Football-Spieler
- Mingarelli, Hubert (1956–2020), französischer Schriftsteller
- Mingas, Eduardo (* 1979), angolanischer Basketballspieler
- Mingaud, François (1771–1847), französischer Karambolagespieler und Erfinder der Pomeranze (Billard-Queue)
- Mingay, Hugh, norwegischer Bassist
- Mingazow, Ruslan (* 1991), turkmenischer Fußballspieler
- Mingazzini, Paolino (1895–1977), italienischer Klassischer Archäologe
- Mingdi, Jin (299–325), Kaiser der Östlichen Jin-Dynastie (265–420)
- Minge, David (* 1942), US-amerikanischer Politiker
- Minge, Janina (* 1999), deutsche FußballspielerinJanina Minge (* 1999)

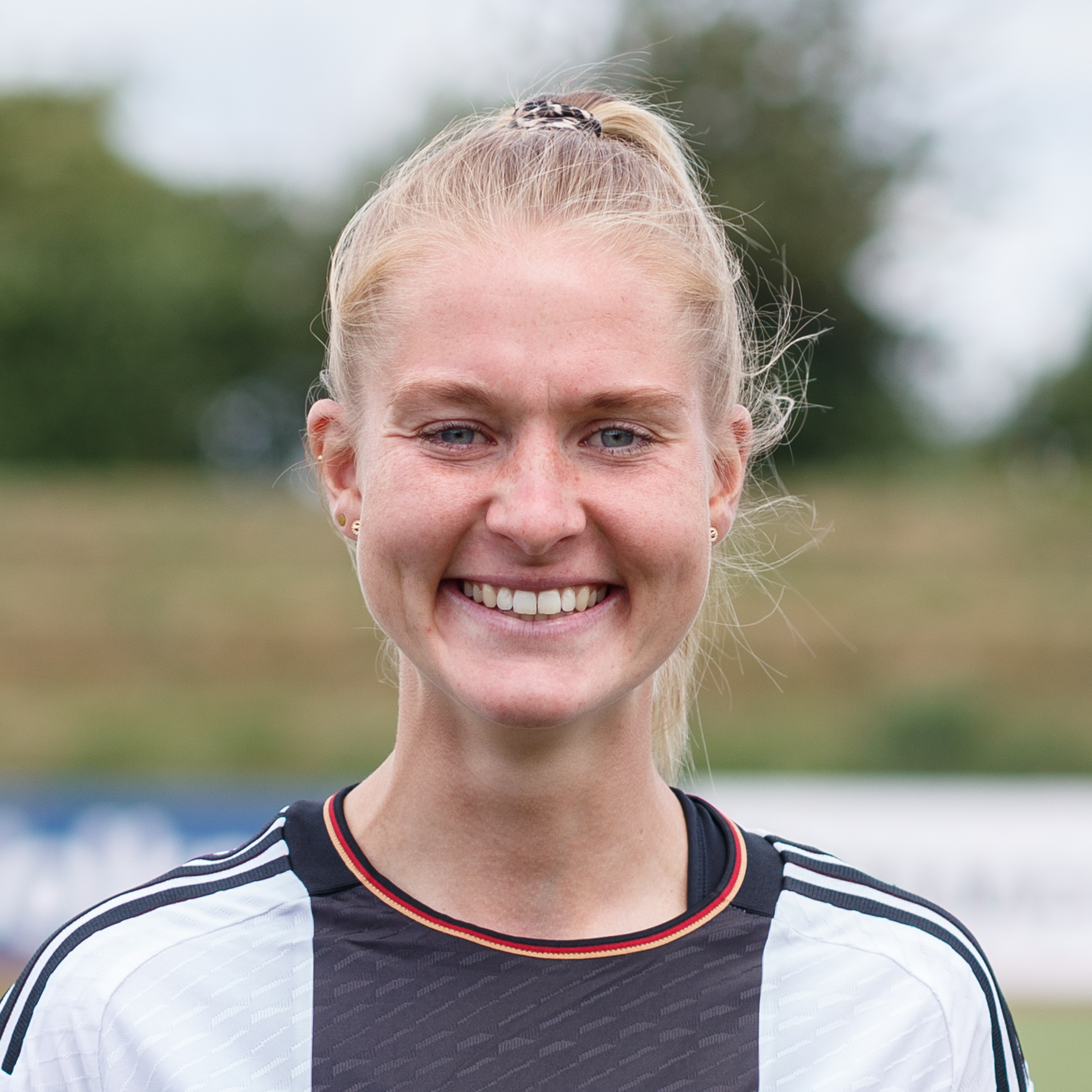
Janina Minge (* 1999)

- Minge, Ralf (* 1960), deutscher Fußballspieler und -trainer
- Mingels, Annette (* 1971), deutsche Schriftstellerin und Kultur-Journalistin
- Mingels, Guido (* 1970), Schweizer Journalist
- Mingeon, Bruno (* 1967), französischer Bobpilot und Trainer
- Minger, Pete (1943–2000), US-amerikanischer Jazz-Trompeter
- Minger, Rudolf (1881–1955), Schweizer Politiker
- Minggatu († 1764), mongolischer Mathematiker
- Minghella, Anthony (1954–2008), britischer Filmregisseur, Filmproduzent, Drehbuchautor, Dramatiker, Hörspielautor, Theater- und Opernregisseur
- Minghella, Dominic (* 1967), englischer Drehbuchautor
- Minghella, Max (* 1985), britischer Schauspieler, Filmregisseur und DrehbuchautorMax Minghella (* 1985)

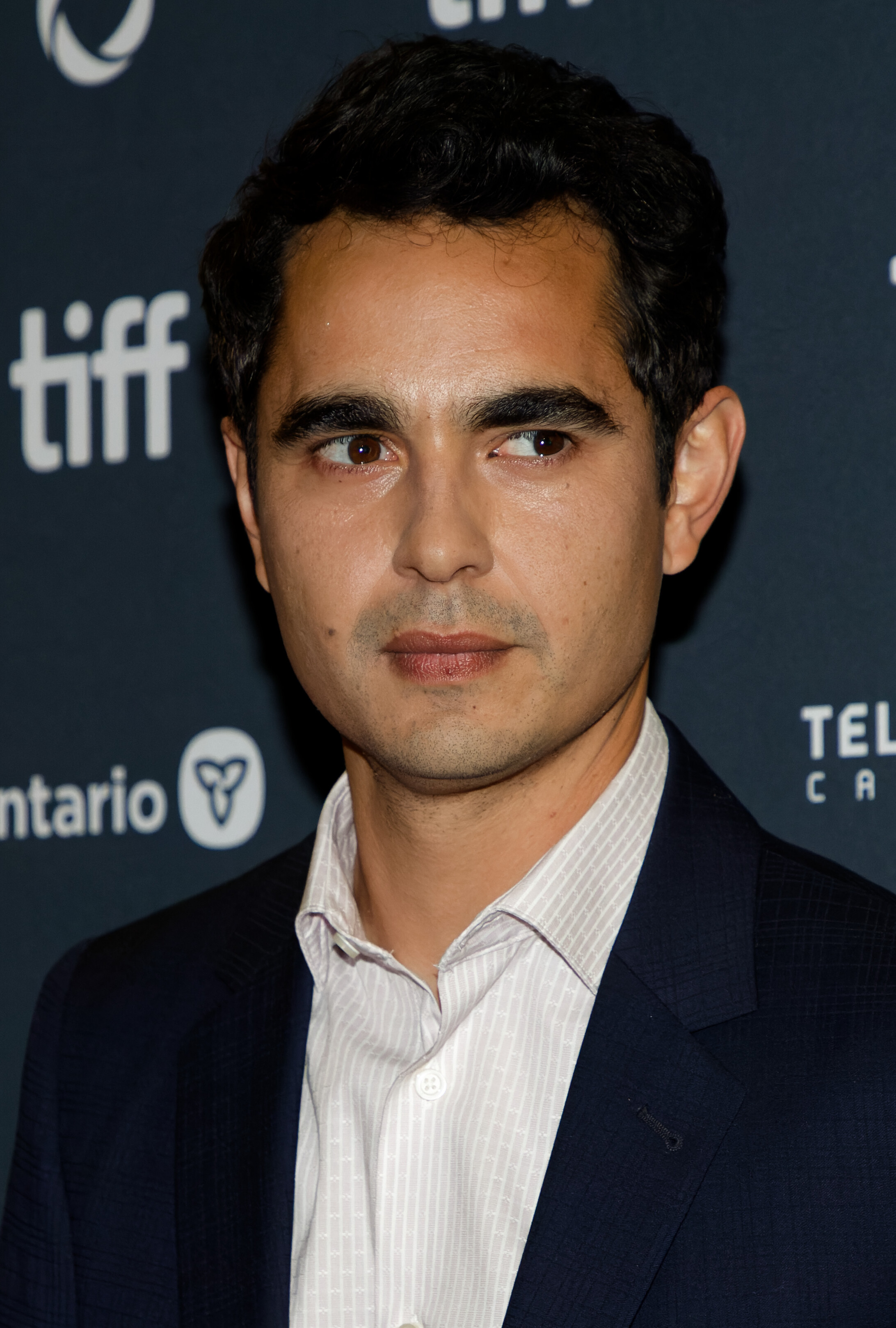
Max Minghella (* 1985)

- Minghetti, Marco (1818–1886), italienischer Politiker und Präsident des Ministerrats
- Minghi, Amedeo (* 1947), italienischer Cantautore und Komponist
- Mingilaitė-Uogintienė, Bronė (1919–1983), litauische Malerin
- Mingilishi, Niddy (* 2001), sambische Sprinterin
- Minginfel, Manuel (* 1978), mikronesischer Gewichtheber
- Mingione, Giuseppe (* 1972), italienischer Mathematiker
- Mıngır, Gülcan (* 1989), türkische Leichtathletin
- Mingler, Michael (* 1991), österreichischer Politiker (Grüne), Landtagsabgeordneter in Tirol
- Mingo, Barkevious (* 1990), US-amerikanischer American-Football-Spieler
- Mingo, Norman (1896–1980), US-amerikanischer Illustrator
- Mingorance Cairat, Canòlic (* 1976), andorranische Juristin
- Mingos, Michael (* 1944), britischer Chemiker
- Mingote, Antonio (1919–2012), spanischer Zeichner und Autor
- Mingotti, Angelo, italienischer Schauspieler
- Mingotti, Pietro († 1759), italienischer Schauspieler
- Mingotti, Regina (1722–1808), österreichisch-italienische Opernsängerin (Sopran)
- Mingozzi, Gianfranco (1932–2009), italienischer Regisseur
- Mingozzi, Gionata (1984–2008), italienischer Fußballspieler
- Mingram, Gerd (1910–2001), deutscher Fotograf und Bildreporter
- Mingrone, Daniel (* 1980), deutscher Fußballspieler
- Mings, David (1951–2014), US-amerikanischer Fagottist und Dulzianspieler
- Mings, Tyrone (* 1993), englischer Fußballspieler
- Minguet e Yrol, Pablo († 1801), spanischer Schriftsteller, Verleger, Stecher, Musikpädagoge und Komponist
- Mínguez, Elvira (* 1965), spanische Schauspielerin
- Mínguez, Miguel (* 1988), spanischer Radrennfahrer
- Mingueza, Óscar (* 1999), spanischer Fußballspieler
- Mingus, Charles (1922–1979), US-amerikanischer JazzmusikerCharles Mingus (1922–1979)

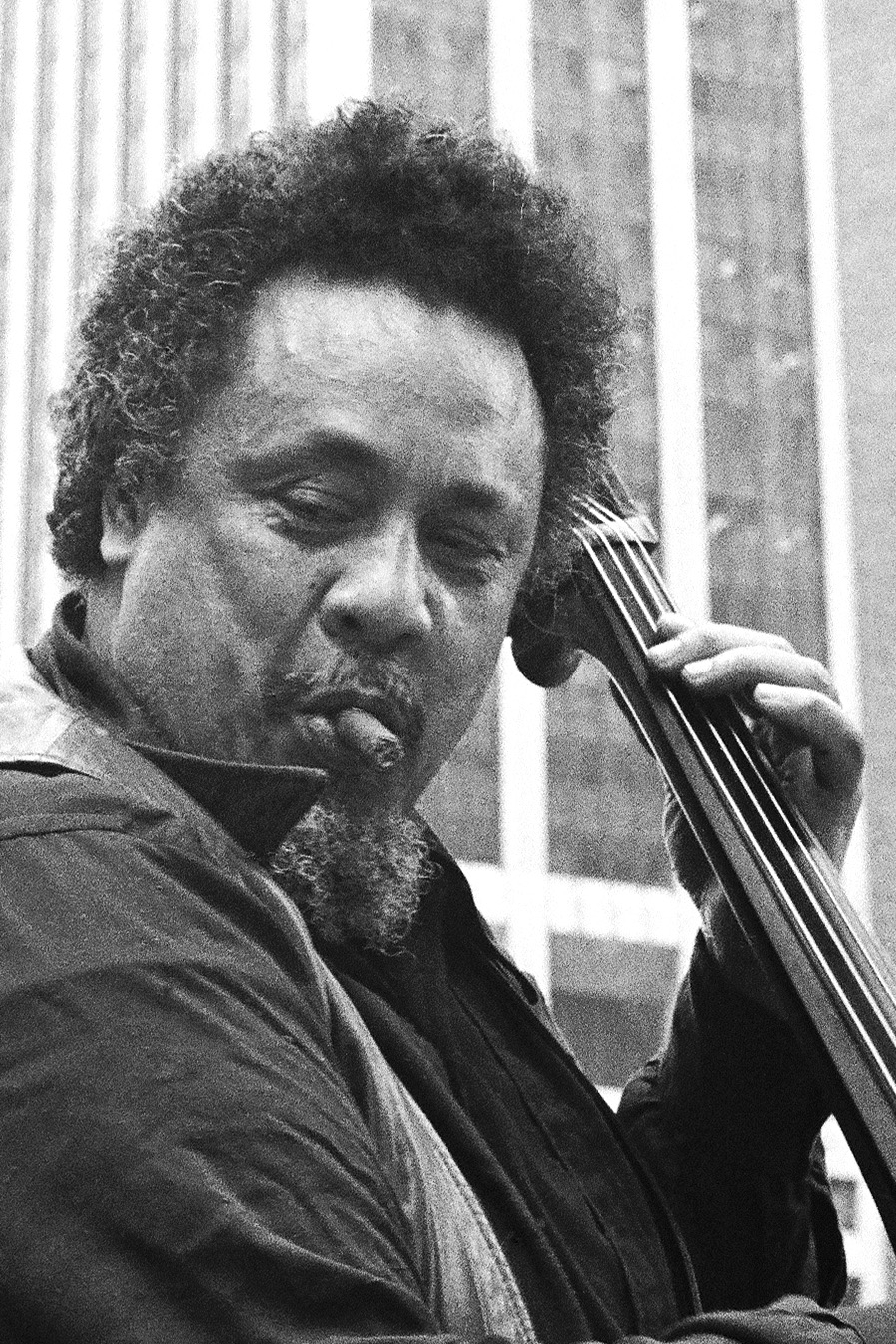
Charles Mingus (1922–1979)

- Mingus, Eric (* 1964), US-amerikanischer Blues- und Jazzsänger, Komponist
- Mingus, James J. (* 1964), US-amerikanischer Offizier, Generalleutnant der US-Armee
- Mingus, Kevin Ellington (* 1976), US-amerikanischer Jazzmusiker
- Mingus, Sue Graham (1930–2022), US-amerikanische Autorin und Musikproduzentin
- Minguzzi, Andrea (* 1982), italienischer Ringer
- Minguzzi, Luciano (1911–2004), italienischer Bildhauer
- Mingyinyo († 1530), König von Taungu im heutigen Birma

### Minh
- Minh Hạnh Hoàng Thị (* 1999), vietnamesische Sprinterin
- Minh Hoang Ha, Schauspieler
- Minh Mạng (1791–1841), vietnamesischer Kaiser, zweiter Kaiser der Nguyễn-Dynastie (1820–1841)
- Minh Tuyết (* 1976), vietnamesisch-amerikanische Pop-Sängerin
- Minh, Joseph Võ Đức (* 1944), vietnamesischer Geistlicher, emeritierter römisch-katholischer Bischof von Nha Trang
- Minh, Thu (* 1977), vietnamesische Sängerin
- Minhādsch ad-Dīn Dschūzdschānī (* 1193), persischer Chronist
- Minhaj, Hasan (* 1985), US-amerikanischer Comedian und ModeratorHasan Minhaj (* 1985)

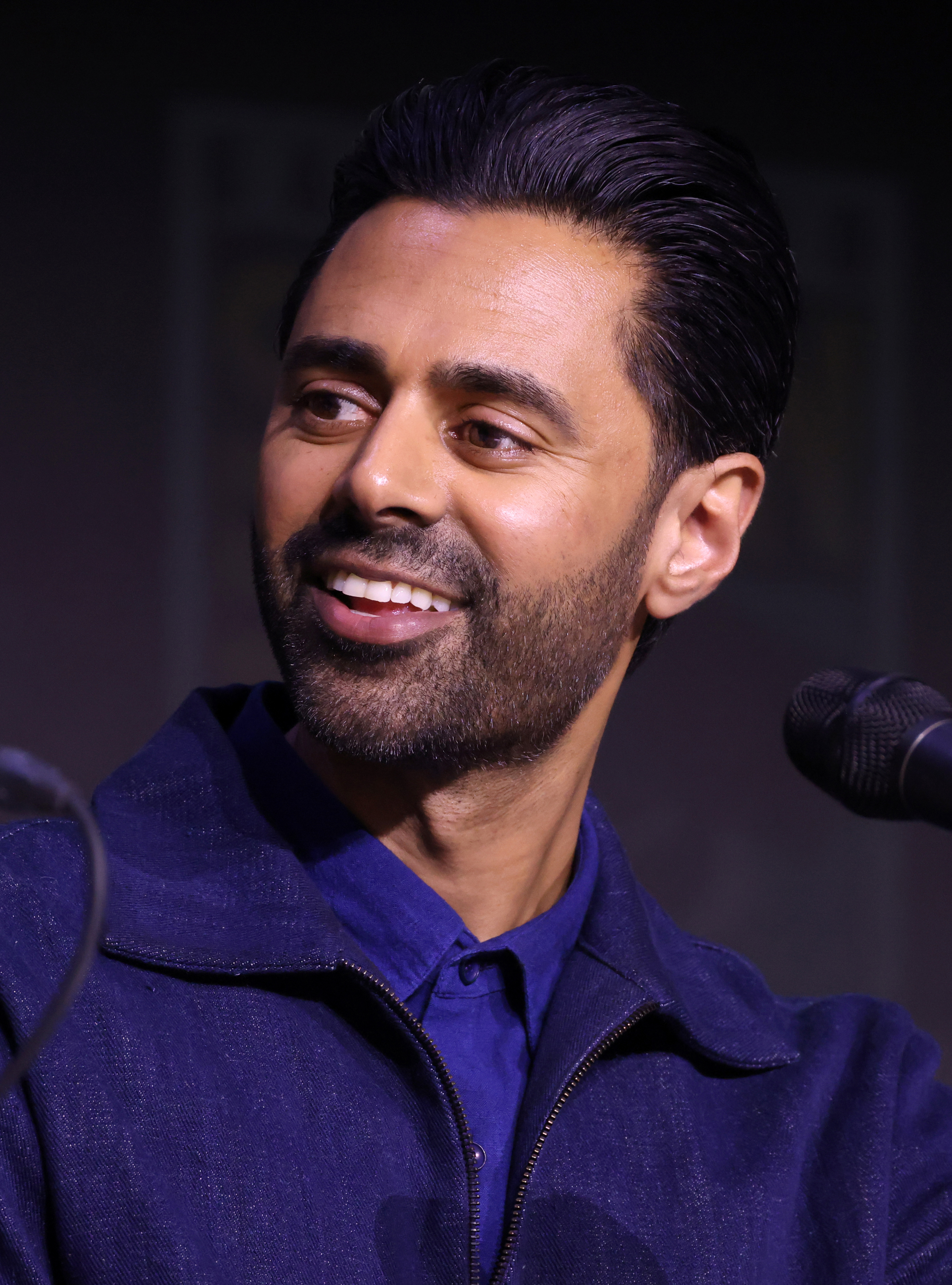
Hasan Minhaj (* 1985)

- Minhat, Abdul Ghani (1935–2012), malaysischer Fußballspieler und -trainer
- Minhoff, Christoph (* 1959), deutscher Journalist, Fernsehmoderator, Publizist und Lebensmittel-Lobbyist
- Minhorst, André (* 1971), deutscher Autor von Fachbüchern und Artikeln zum Thema MS Access

### Mini
- Mini, Fabio (* 1942), italienischer Militär, Generalleutnant des italienischen Heers
- Minì, Gabriele (* 2005), italienischer Autorennfahrer
- Mini, Harald (* 1960), österreichischer Jurist, Drehbuchautor, Schriftsteller und Krimiautor
- Minias von Florenz, Soldat, Einsiedler, Märtyrer, Heiliger
- Miniataitė, Dalia (* 1961), litauische Politikerin
- Miniati, Nicholas Theodore (1860–1943), britisch-griechischer Schachspieler
- Minibajew, Wiktor Eduardowitsch (* 1991), russischer Wasserspringer
- Miniböck, Peter (* 1946), österreichischer Schriftsteller
- Minić, Dragoljub (* 1937), jugoslawischer Schachspieler
- Minić, Milan (* 1954), serbischer Basketballtrainer
- Minić, Miloš (1914–2003), jugoslawischer Politiker
- Minich, Angelo (1817–1893), italienischer Chirurg
- Minich, Hannes (1946–2017), österreichischer Umweltschützer
- Minich, Iris (* 1970), deutsche Schauspielerin
- Minich, Peter (1927–2013), österreichischer Sänger
- Minich, Robert Viktor (* 1967), deutscher Schauspieler
- Minich, Sergej (* 1987), deutscher Politiker (AfD)
- Minich, Willi (1934–2023), deutscher Fußballspieler
- Minichiello, Anthony (* 1980), australischer Rugby-League-Spieler italienischer Abstammung
- Minichiello, Nicola (* 1978), britische Bobpilotin
- Minichmayr, Birgit (* 1969), österreichische Liedermacherin
- Minichmayr, Birgit (* 1977), österreichische Schauspielerin und MusikerinBirgit Minichmayr (* 1977)

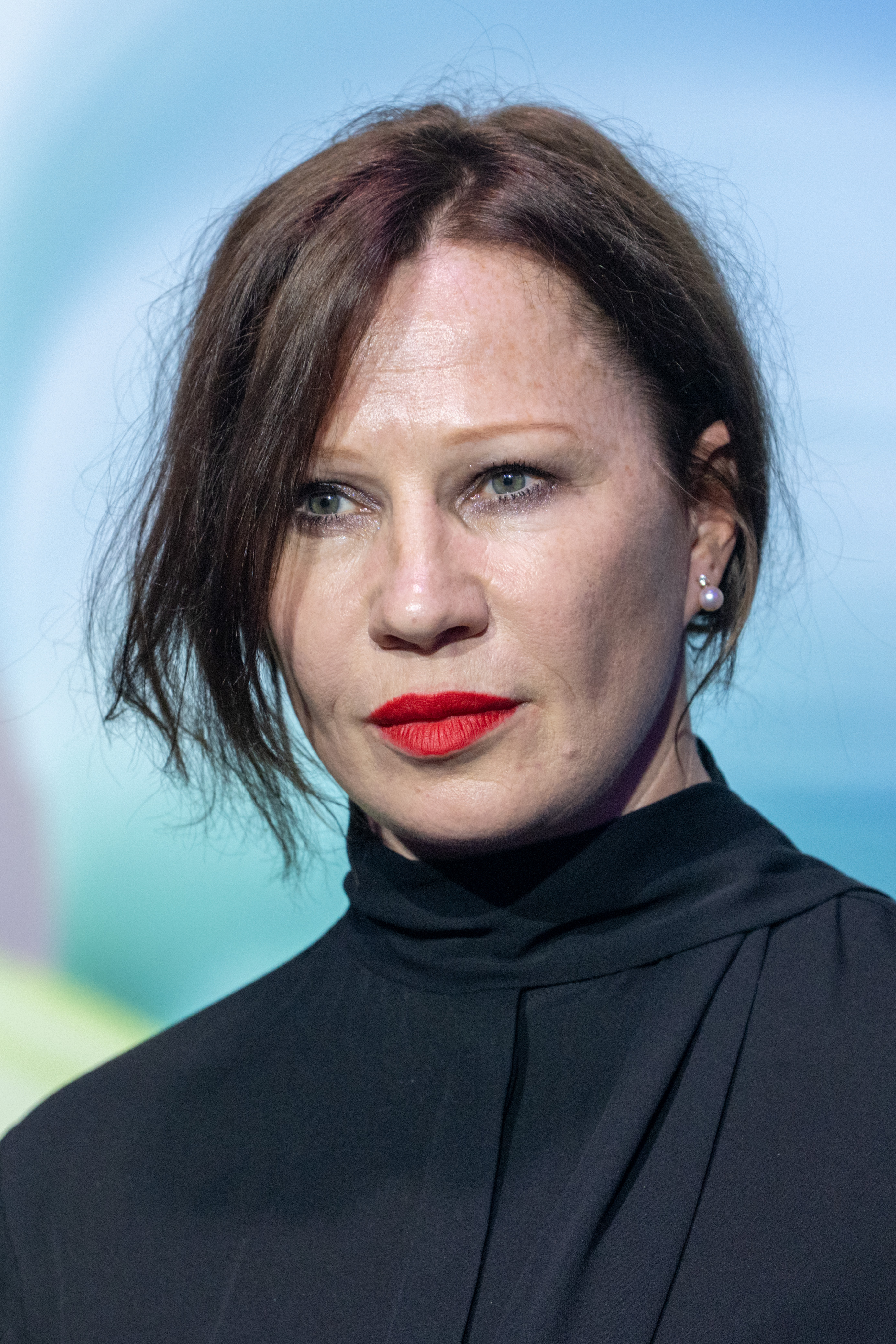
Birgit Minichmayr (* 1977)

- Minichthaler, Josef (1869–1945), österreichischer römisch-katholischer Priester und katechetischer Autor
- Minicius Faustinus, Gnaeus, römischer Suffektkonsul (117)
- Minicius Faustinus, Gnaeus, römischer Suffektkonsul (91)
- Minicius Fundanus, Gaius, römischer Suffektkonsul (107)
- Minicius Italus, Gaius, Präfekt der Provinz Ägypten, Römischer Offizier (Kaiserzeit)
- Minicius Marcellinus, Marcus, römischer Kommandeur
- Minicius Natalis Quadronius Verus, Lucius, römischer Senator und Militär
- Minicius Natalis, Lucius, römischer Senator
- Minicius Opimianus, römischer Suffektkonsul (155)
- Minicius Rufus, Lucius, römischer Konsul (88)
- Minick, Paul (1899–1978), US-amerikanischer American-Football-Spieler
- Minicozzi, William P. II (* 1967), US-amerikanischer Mathematiker
- Minié, Claude-Étienne (1804–1879), französischer Erfinder
- Minier, Bernard (* 1960), französischer SchriftstellerBernard Minier (* 1960)

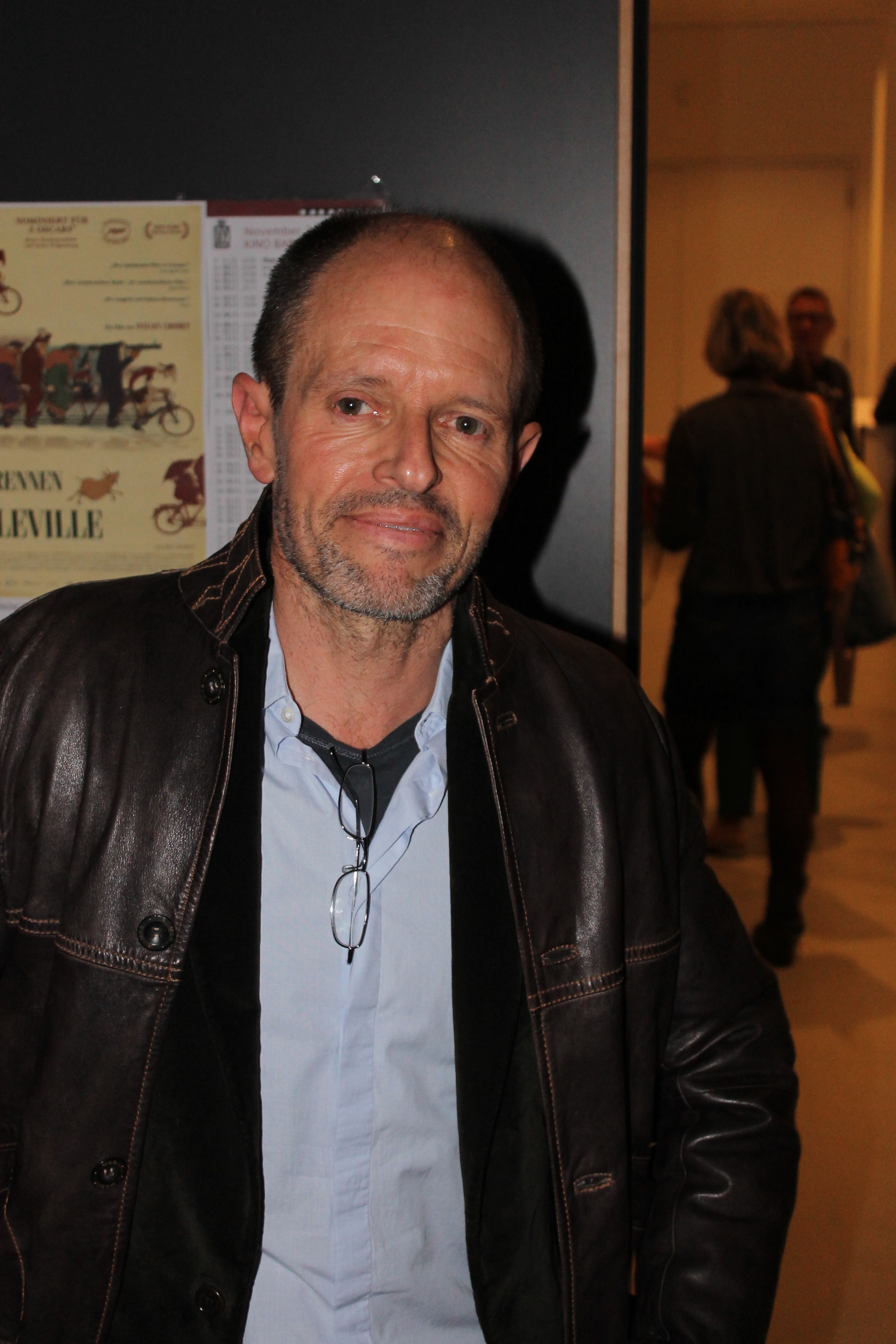
Bernard Minier (* 1960)

- Minier, Christine, französische Sängerin
- Minière, Claude (* 1938), französischer Lyriker und Essayist
- Minière, Jérôme (* 1972), französischer Sänger und Instrumentalmusiker
- Minieri, Dario (* 1985), italienischer Pokerspieler
- Minieri, Mario (1938–2022), italienischer Radrennfahrer
- Miniero, Ciro (* 1958), italienischer römisch-katholischer Geistlicher und Erzbischof von Tarent
- Miniero, Luca (* 1967), italienischer Regisseur und Drehbuchautor
- Minihan, Gary (* 1962), australischer Sprinter
- Minihan, Jeremiah Francis (1903–1973), US-amerikanischer römisch-katholischer Geistlicher, Weihbischof in Boston
- Minihan, Kenneth A. (* 1943), US-amerikanischer Geheimdienstler, Direktor der National Security Agency (NSA) (1996–1999)
- Minihan, Mike (* 1967), US-amerikanischer General der United States Air Force
- Minin, Kusma († 1616), russischer Kaufmann
- Minin, Michail Petrowitsch (1922–2008), russischer Kriegsveteran
- Minin, Sergei Konstantinowitsch (1882–1962), sowjetischer Philosoph
- Minina, Tatjana Alexejewna (* 1997), russische Taekwondoin
- Miniño, Josefina (* 1940), dominikanische Balletttänzerin und Choreographin
- Miniño, Manuel Marino (1930–1996), dominikanischer Komponist, Dirigent und Musikpädagoge
- Miņins, Jānis (* 1980), lettischer Bobfahrer
- Minio-Paluello, Lorenzo (1907–1986), italienischer Philosophiehistoriker, Altphilologe und mittellateinischer Philologe
- Minion, Frank (* 1929), US-amerikanischer Jazzsänger des Vocalese
- Minion, Joseph (* 1957), US-amerikanischer Drehbuchautor und Regisseur
- Miniotas, Kazimieras (* 1936), litauischer Manager und sowjetlitauischer Politiker, Minister und Vizeminister
- Minis, Cola (1912–1988), niederländischer Germanist und Mediävist
- Minis, Hadewych (* 1977), niederländische Schauspielerin und SängerinHadewych Minis (* 1977)

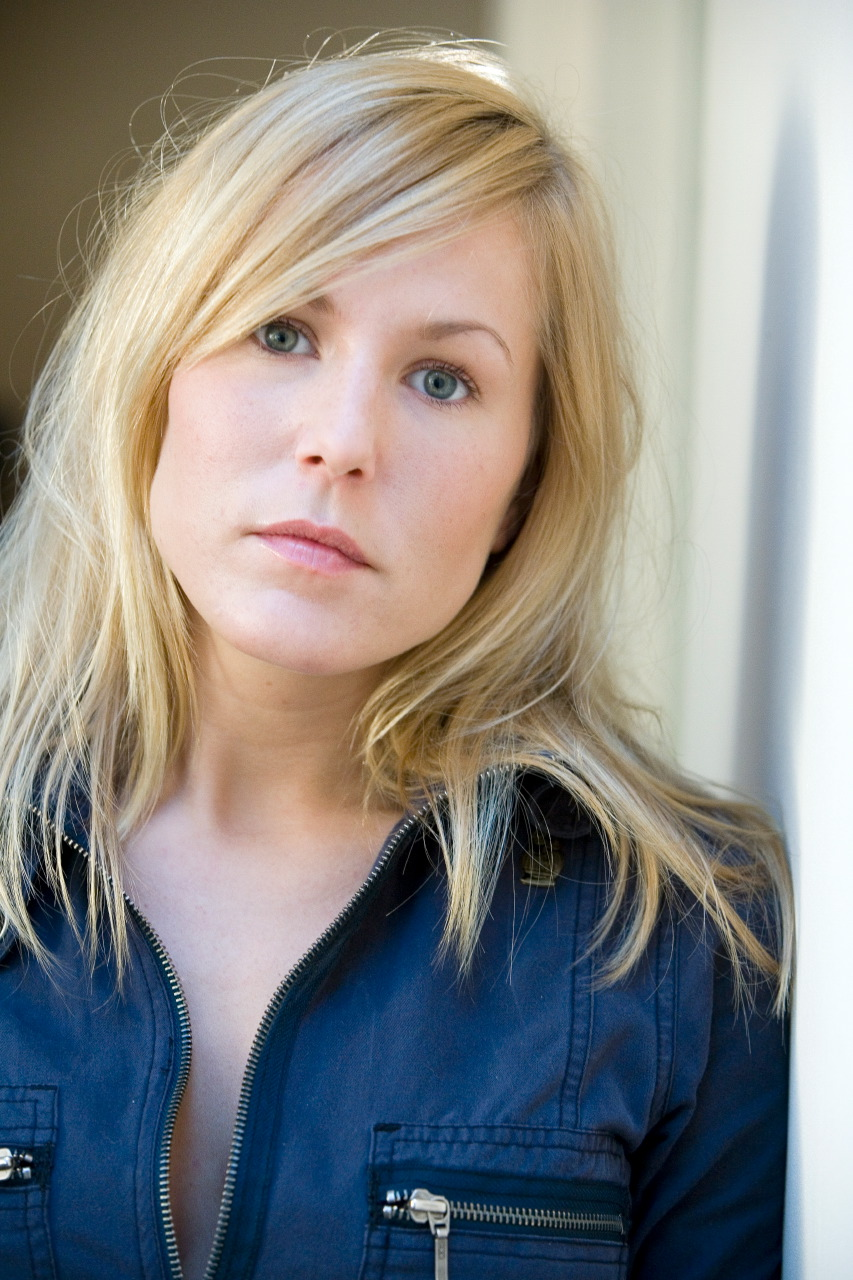
Hadewych Minis (* 1977)

- Minisci, Teodoro (1907–1990), italienischer Ordenspriester, Abt von Santa Maria di Grottaferrata
- Minish, Joseph (1916–2007), US-amerikanischer Politiker
- Miniussi, Christian (* 1967), argentinischer Tennisspieler

### Minj
- Minj, Joseph (1932–2018), indischer Geistlicher, römisch-katholischer Bischof von Poona
- Minj, Michael (1932–2004), indischer Geistlicher, Bischof von Gumla
- Minj, Patras (* 1944), indischer Ordensgeistlicher, römisch-katholischer Bischof von Ambikapur
- Minjin, Bolortsetseg, mongolische Paläontologin
- Minjoli, Mara (* 1987), deutsche Sängerin und Songwriterin
- Minjon, Joseph (1816–1898), deutscher Veduten- und Genremaler der Düsseldorfer Schule

### Mink
- Mink, Ben (* 1951), kanadischer Songwriter, Multiinstrumentalist und Musikproduzent
- Mink, Carl (1883–1939), deutscher Architekt
- Mink, Claudette (* 1971), kanadische Schauspielerin
- Mink, Dorothea, deutsche Modedesignerin und Hochschullehrerin
- Mink, Gaby (* 1966), deutsche Fußballspielerin
- Mink, Graham (* 1979), US-amerikanischer Eishockeyspieler
- Mink, Johannes (1868–1931), Mitglied des Provinziallandtages der Provinz Hessen-Nassau
- Mink, Matthias (* 1967), deutscher Fußballspieler und -trainer
- Mink, Oliver (* 1963), deutscher Synchronsprecher und Schauspieler
- Mink, Patsy (1927–2002), US-amerikanische Politikerin
- Mink, Paule (1839–1901), französische Feministin
- Mink, Wilhelm (1807–1883), deutscher Entomologe
- Mink-Born, Mate (1882–1969), deutsche Malerin
- Minka (* 1970), südkoreanisch-US-amerikanische Tänzerin und PornodarstellerinMinka (* 1970)

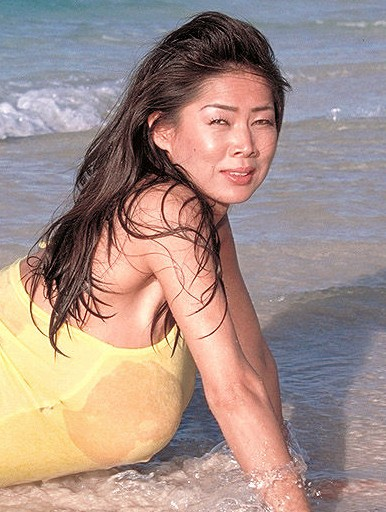
Minka (* 1970)

- Minkari, Melis (* 1998), türkische Schauspielerin
- Minkari, Rasih (1913–1987), türkischer Fußballspieler und -funktionär
- Minke, Alfred (* 1948), belgischer Historiker und Archivar
- Minke, Christoph D. (* 1965), deutscher Organist und Chorleiter
- Minke, Gernot (* 1937), deutscher Architekt, Fachbuchautor, Maler, Grafiker und emeritierter Hochschullehrer
- Minkel, Klaus (* 1948), deutscher Politiker (CDU), MdB
- Minkels, Dorothea (* 1950), deutsche Autorin historischer Sachbücher
- Minkenberg, Georg (1955–2016), deutscher Kunsthistoriker, Leiter der Aachener Domschatzkammer
- Minkenberg, Hein (1889–1968), deutscher Bildhauer der Sakralen Kunst sowie Kunstprofessor in Aachen
- Minkenberg, Hubert (* 1955), deutscher Musiker und Musikpädagoge
- Minkenberg, Michael (* 1959), deutscher Politologe
- Minkenen, Valeri (* 1989), finnischer Fußballspieler
- Minker, Jack (1927–2021), US-amerikanischer Informatiker
- Minkert, Otto (1845–1900), deutscher Architekt
- Minkevičius, Antanas (1900–1998), litauischer Botaniker, Phytopathologe und Mykologe
- Minkevičius, Jokūbas (1921–1996), litauischer Philosoph und Politiker, Mitglied des Seimas
- Minkewitz, Reinhard (* 1957), deutscher Zeichner, Maler und Grafiker
- Minkiewicz, Janusz (1911–1981), polnischer Schriftsteller, Satiriker, Journalist und Übersetzer
- Minkin, Alexander Jeremejewitsch (1887–1955), sowjetischer Botschafter
- Minkin, Jacob Samuel (1885–1962), polnisch-amerikanischer Rabbiner
- Minkin, Kelly (* 1987), US-amerikanische Pokerspielerin
- Minkin, Wladimir Issaakowitsch (* 1935), sowjetisch-russischer Chemiker
- Minkkinen, Suvi (* 1994), finnische Biathletin
- Minkler, Bob (1937–2015), US-amerikanischer Tontechniker
- Minkler, Lee, US-amerikanischer Tontechniker und Tonmeister
- Minkler, Michael (* 1952), US-amerikanischer Tontechniker
- Minkmar, Nils (* 1966), deutscher Historiker und PublizistNils Minkmar (* 1966)

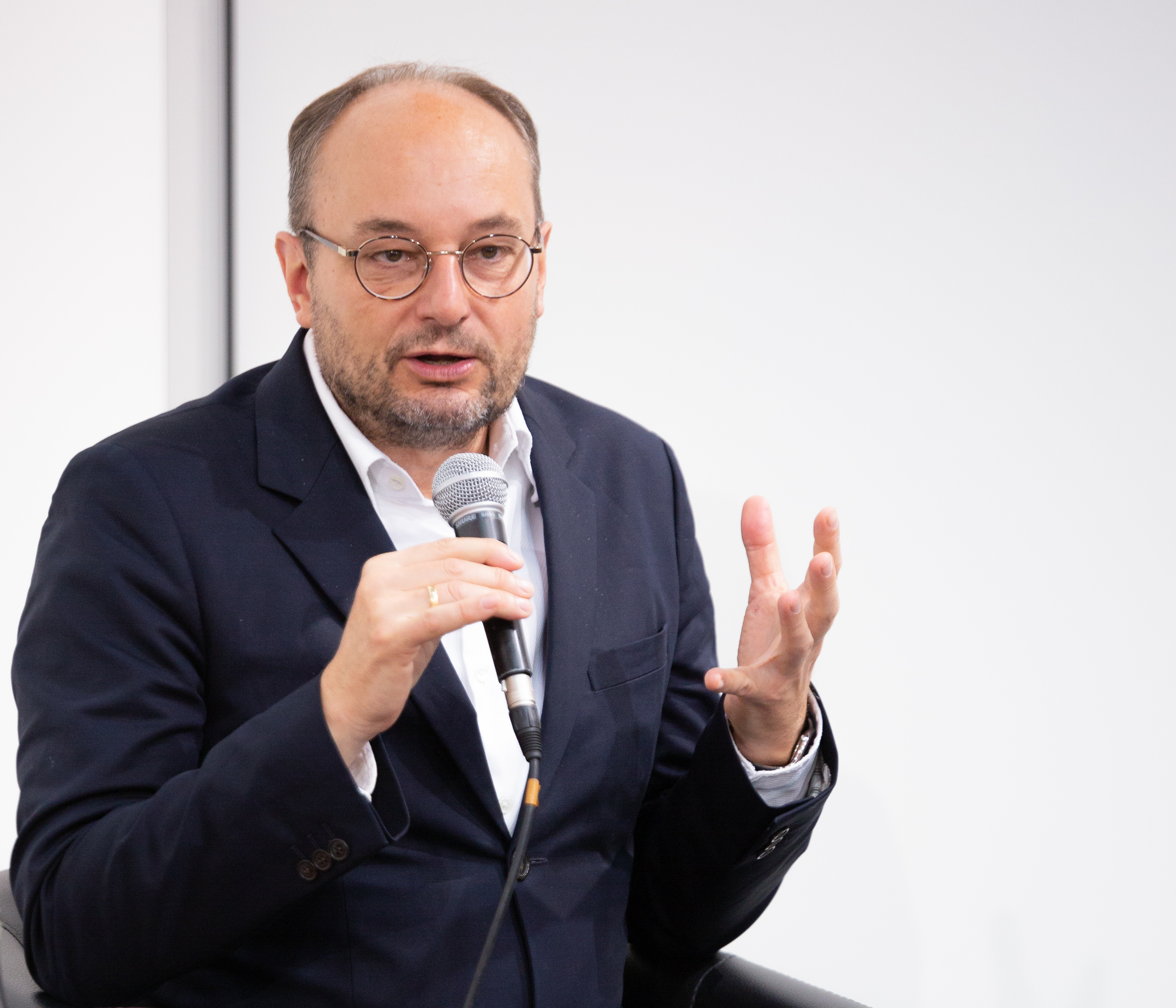
Nils Minkmar (* 1966)

- Minko, Natalie (* 1977), deutsche Schauspielerin
- Minkoff, Rob (* 1962), US-amerikanischer Filmregisseur, Animator und Drehbuchautor
- Minkovski, Ken-Mark (* 2001), estnischer Sprinter
- Minkow, Mark Anatoljewitsch (1944–2012), sowjetisch-russischer Komponist
- Minkow, Swetlana (* 1951), bulgarische Sängerin
- Minkow, Swetoslaw (1902–1966), bulgarischer Schriftsteller
- Minkowitsch, Christian (1962–2018), österreichischer Komponist
- Minkowitsch, Roland (1920–1986), österreichischer Politiker (ÖVP)
- Minkowski, Eugène (1885–1972), französischer Psychiater
- Minkowski, Hermann (1864–1909), deutscher Mathematiker und PhysikerHermann Minkowski (1864–1909)

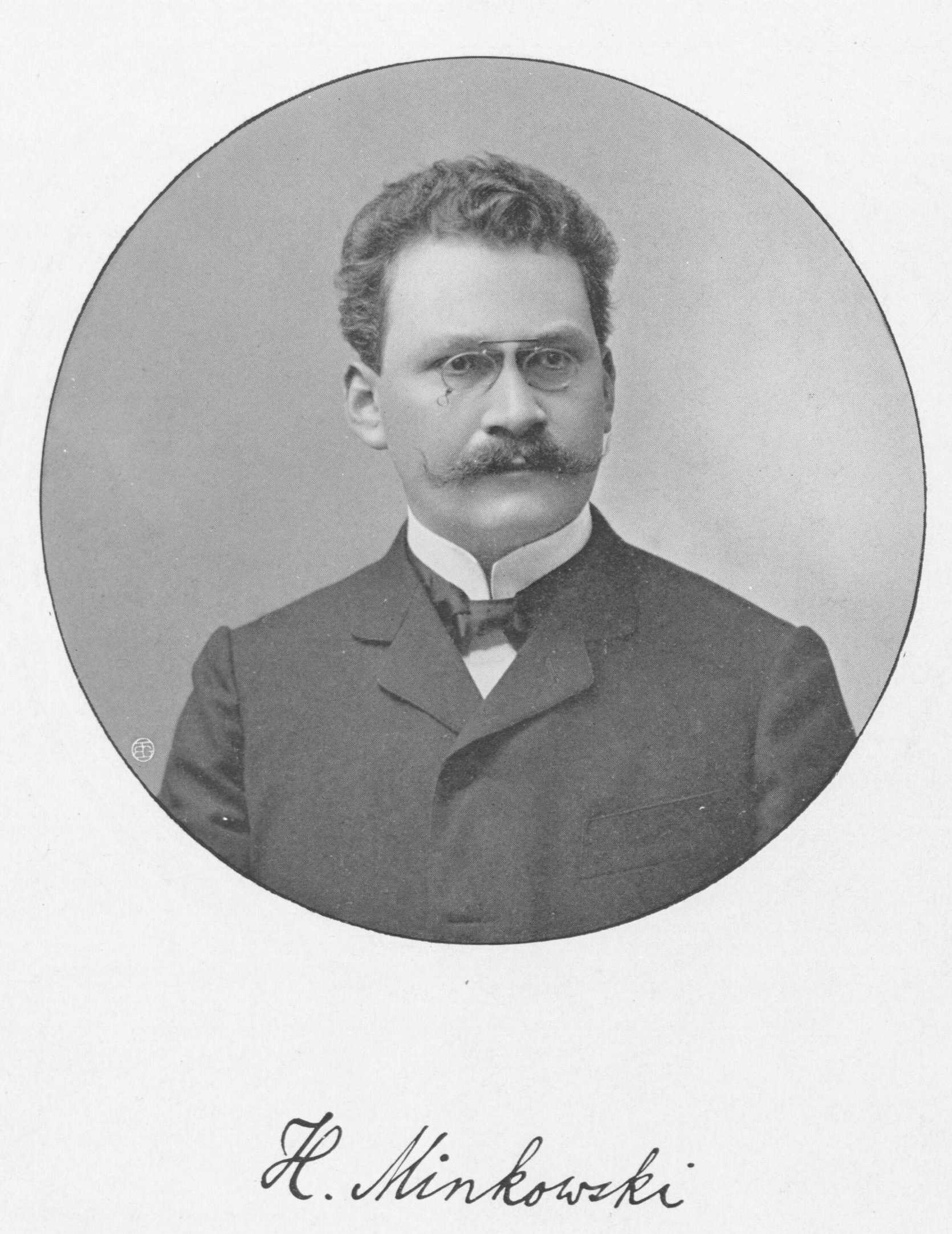
Hermann Minkowski (1864–1909)

- Minkowski, Krzysztof (* 1980), polnischer Theaterregisseur
- Minkowski, Marc (* 1962), französischer Dirigent und Fagottist
- Minkowski, Maurycy (1881–1930), polnischer Maler
- Minkowski, Mieczyslaw (1884–1972), polnisch-schweizerischer Neurologe
- Minkowski, Oskar (1858–1931), deutscher Mediziner
- Minkowski, Paweł (1888–1947), polnischer Ökonom und Politikwissenschaftler
- Minkowski, Rudolph (1895–1976), deutsch-amerikanischer Astrophysiker
- Minks, Wilfried (1930–2018), deutscher Bühnenbildner und Theaterregisseur
- Minkus, Christian (1770–1849), deutscher Politiker der Deutschen Revolution 1848/49
- Minkus, Hannelore (1928–2020), deutsche Schauspielerin und Synchronsprecherin
- Minkus, Léon (1826–1917), österreichischer Ballettkomponist und Kapellmeister, vorwiegend in Russland tätigLéon Minkus (1826–1917)

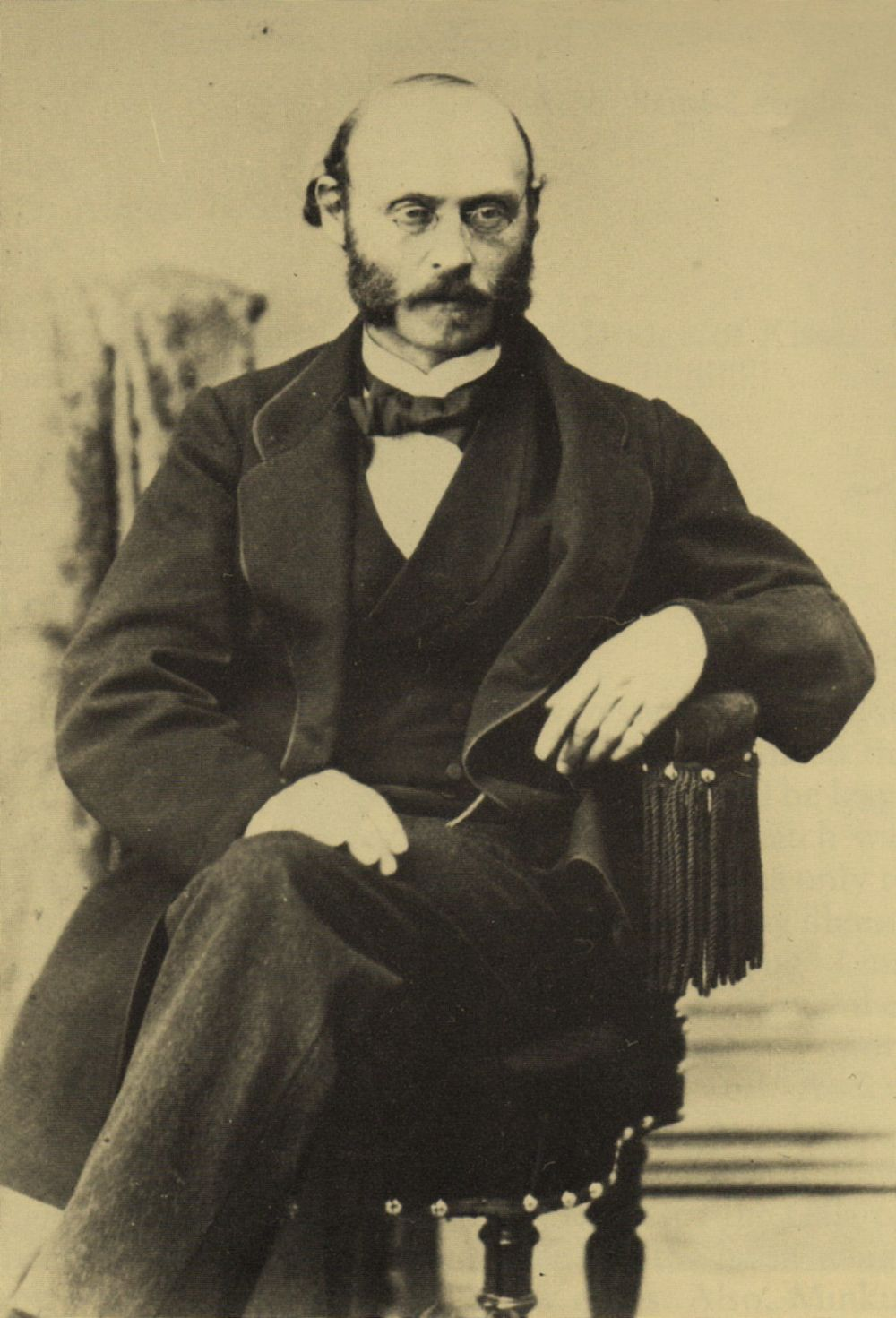
Léon Minkus (1826–1917)

- Minkus, Michail Adolfowitsch (1905–1963), russischer Architekt
- Minkus, Ulrich (* 1940), deutscher Architekt und Künstler
- Minkwitz, Dirk (* 1966), deutscher Fußballspieler
- Minkwitz, Ronny (* 1993), deutscher Fußballspieler
- Minkwitz, Sinaida Alexandrowna von (1878–1918), russische Botanikerin
- Minkwitz, Stefan (* 1968), deutscher Fußballspieler

### Minl
- Minlos, Emil (1828–1901), deutscher Kaufmann und königlich preußischer Konsul in Maracaibo
- Minlos, Ludwig Wilhelm (1826–1895), Lübecker Kaufmann und Senator und Mitglied der Lübecker Bürgerschaft
- Minlos, Robert Adolfowitsch (1931–2018), sowjetischer bzw. russischer Mathematiker

### Minm
- Minmose, Vorsteher der Doppelscheune

### Minn
- Minnaar, Greg (* 1981), südafrikanischer MountainbikefahrerGreg Minnaar (* 1981)

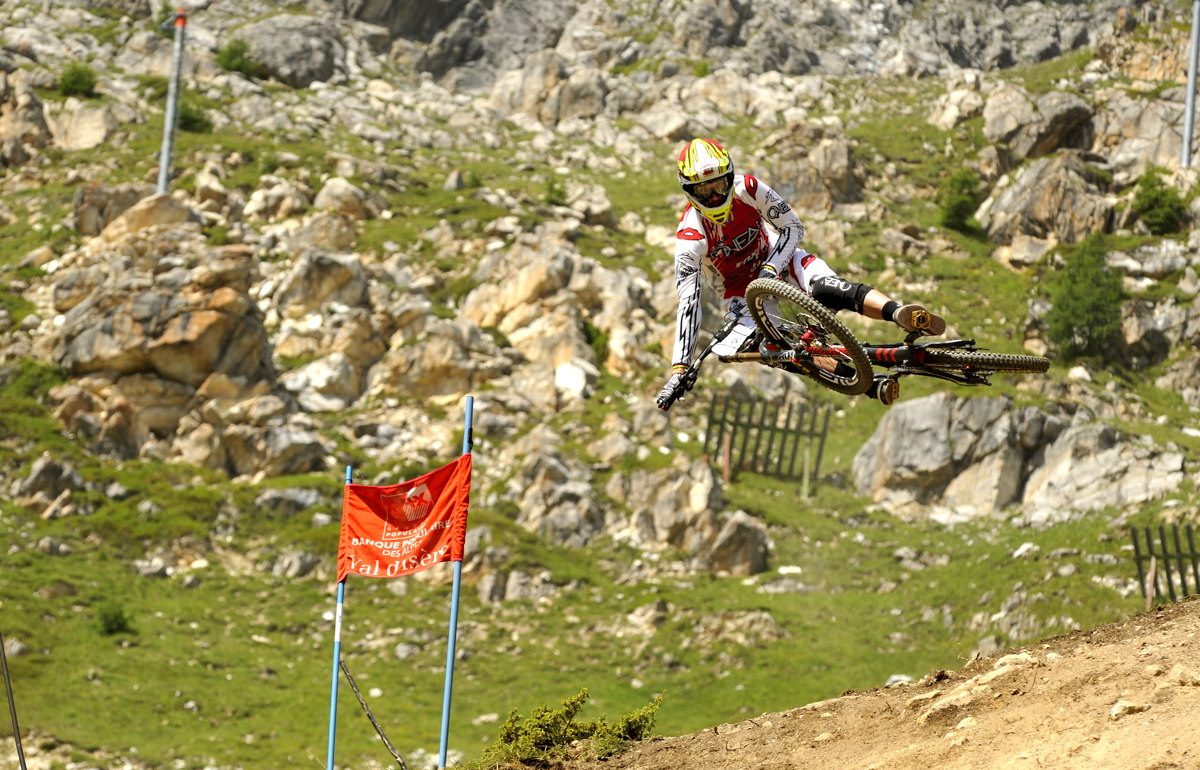
Greg Minnaar (* 1981)

- Minnaard, Marco (* 1989), niederländischer Radrennfahrer
- Minnaert, Ferdinand (1887–1975), belgischer Turner
- Minnaert, Marcel (1893–1970), belgischer Astronom
- Minnaert, Marie (* 1999), belgische Fußballspielerin
- Minnameyer, Karl (1891–1973), deutscher Politiker (NSDAP), MdR
- Minnawi, Minni Arcua, Führer der größten Fraktion der Sudanesischen Befreiungsarmee
- Minne, Andre (* 1971), deutscher Politiker (BIW, Bündnis Deutschland), MdBB
- Minne, Aymeric (* 1997), französischer Handballspieler
- Minne, George (1866–1941), belgischer Maler, Zeichner und Bildhauer
- Minne, Olivier (* 1967), französischer Fernsehmoderator
- Minnear, Kerry (* 1948), britischer Musiker
- Minneboo, Gaby (* 1945), niederländischer Radrennfahrer
- Minnebusch, Anton (1894–1959), deutscher Kommunalpolitiker (CDU) und Bürgermeister der Stadt Greven
- Minnefer, altägyptischer Wesir
- Minnella, Giorgia (* 1984), italienische Balletttänzerin und Schauspielerin
- Minnelli, Liza (* 1946), US-amerikanische Schauspielerin und SängerinLiza Minnelli (* 1946)

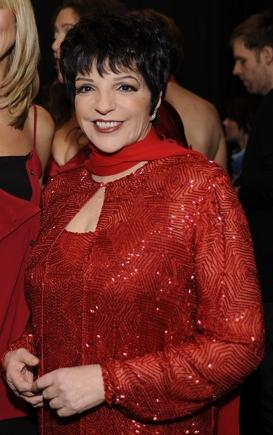
Liza Minnelli (* 1946)

- Minnelli, Vincente (1903–1986), US-amerikanischer Regisseur
- Minnemann, Marco (* 1970), deutscher Musiker
- Minnen, Greet (* 1997), belgische Tennisspielerin
- Minnen, Susanne van, deutsche Erziehungswissenschaftlerin und Professorin für Erziehungswissenschaft mdS Beeinträchtigung der Sprache und des Sprechens an der Justus-Liebig-Universität in Gießen
- Minner, Ruth Ann (1935–2021), US-amerikanische Politikerin
- Minner, Stefan (* 1969), deutscher Logistikwissenschaftler
- Minnerath, Roland (* 1946), französischer Geistlicher, römisch-katholischer Erzbischof von Dijon, Großprior des Ritterorden vom Heiligen Grab zu Jerusalem in Frankreich
- Minnert, Sandra (* 1973), deutsche Fußballspielerin
- Minnette, Dylan (* 1996), US-amerikanischer Schauspieler und Musiker
- Minnich, Andreas (* 1974), österreichischer Politiker (ÖVP), Abgeordneter zum Nationalrat
- Minnich, Bernd (1941–1993), deutscher Künstler, Maler sowie Professor für Bildende Kunst
- Minnich, Günter (* 1942), deutscher Fußballspieler
- Minnich, Johann Alois (1801–1885), Schweizer Badearzt
- Minnich, Manfred (1923–1985), deutscher Trompeter, Komponist, Arrangeur und Dirigent

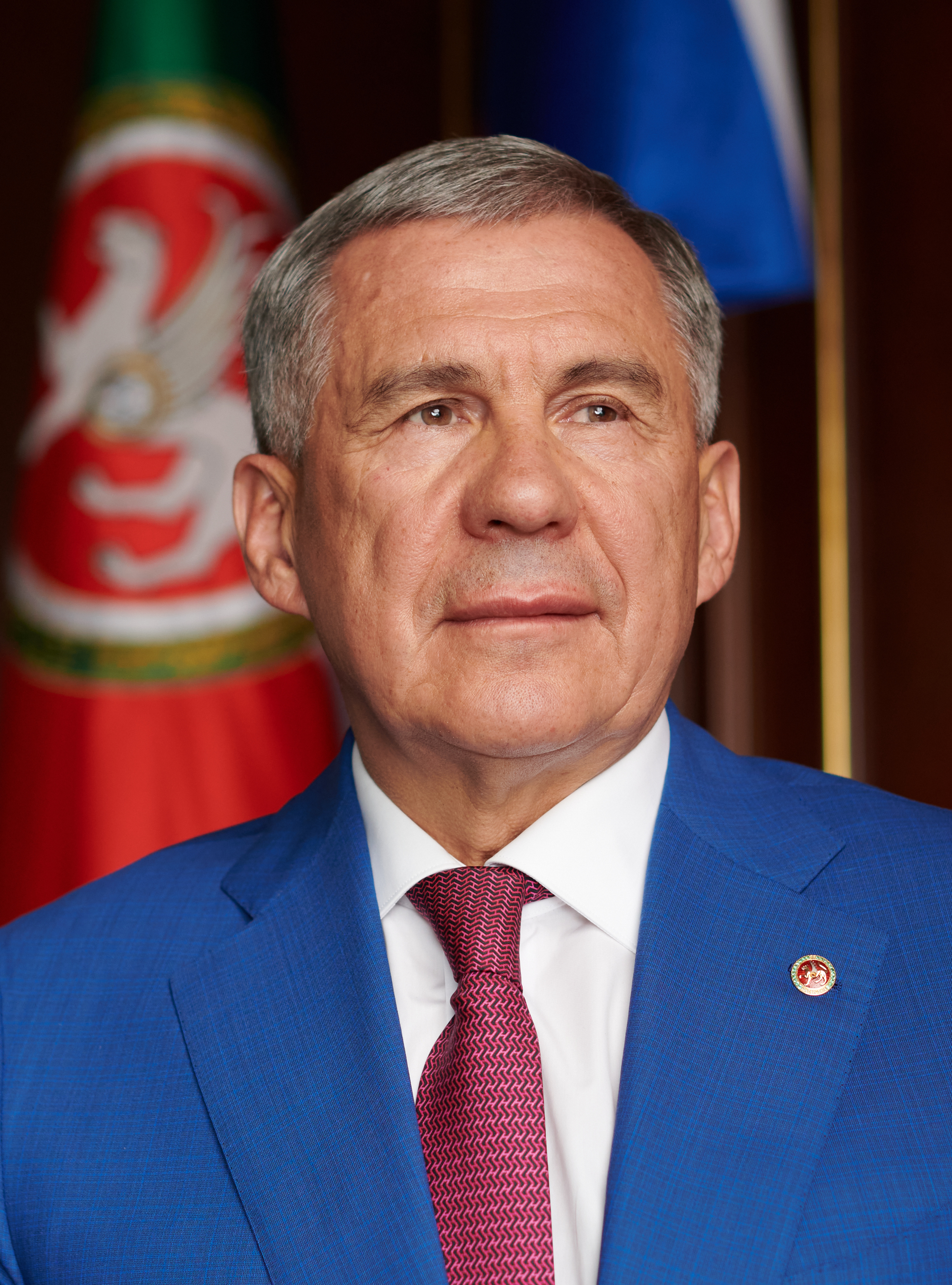
Rustam Nurgalijewitsch Minnichanow (* 1957)

- Minnich, Nelson Hubert (* 1942), US-amerikanischer katholischer Kirchenhistoriker
- Minnich, Virginia (1910–1996), US-amerikanische Molekularbiologin und Hochschullehrerin
- Minnichanow, Rustam Nurgalijewitsch (* 1957), russischer Politiker, Premierminister und Ministerpräsident der Republik TatarstanRustam Nurgalijewitsch Minnichanow (* 1957)
- Minnick, Walt (* 1942), US-amerikanischer Politiker
- Minniecon, Tahj (* 1989), australischer Fußballspieler
- Minnifield, Frank (* 1960), US-amerikanischer American-Football-Spieler
- Minnig, Peter (1799–1871), Landtagsabgeordneter Großherzogtum Hessen
- Minnigerode, August Friedrich von (1687–1747), deutscher Forst- und Staatsmann
- Minnigerode, Bernhard (1923–2009), deutscher Mediziner, HNO-Arzt und Philosoph
- Minnigerode, Bernhard von (1852–1910), deutscher Rittergutsbesitzer und Politiker (DHP), MdR
- Minnigerode, Gunther von (1929–1998), deutscher Physiker
- Minnigerode, Heinrich von (1885–1950), deutscher Jurist, Rechtshistoriker und Hochschullehrer
- Minnigerode, Johann Henrich Benjamin (1739–1789), Stadtsyndikus und Revolutionär
- Minnigerode, Karl (1814–1894), deutscher Revolutionär und Prediger
- Minnigerode, Ludwig (1771–1839), Präsident der hessen-darmstädtischen Regierung in Arnsberg und Präsident des Hofgerichts in Darmstadt
- Minnigerode, Ludwig (1847–1930), österreichischer Genre- und Porträtmaler
- Minnigerode, Wilhelm von (1840–1913), deutscher Gutsbesitzer, Führer der Konservativen Partei und Politiker, MdR
- Minning, Karl (1889–1972), deutscher Politiker (SPD), MdA
- Minninger, André (* 1965), deutscher Autor und Hörspielproduzent
- Minnis, Chelsey (* 1970), US-amerikanische Poetin
- Minnis, Hubert (* 1954), bahamaischer Politiker, Ministerpräsident seit Mai 2017
- Minnis, Jon (* 1950), kanadischer Animator und Drehbuchautor
- Minniti, Marco (* 1956), italienischer Politiker des Partito Democratico, Innenminister, Senator, Mitglied der Camera dei deputati
- Minniti, Mario (1577–1640), italienischer Maler
- Minniti, Mauro (* 1963), italienischer Politiker
- Minno, bosnischer Folk-Sänger
- Minnoch, Jon Brower (1941–1983), US-amerikanischer Gewichtsrekordler, schwerster Mensch aller Zeiten
- Minnock, John († 2024), US-amerikanischer Jazzmusiker (Gesang) und Betriebswirt
- Minns, Susan (1839–1938), US-amerikanische Biologin, Philanthropin und Sammlerin
- Miñnullin, Tufan (1935–2012), russischer Tatar-Autor und Drehbuchautor sowie Politiker

### Mino
- Mino da Fiesole († 1484), italienischer Architekt und Bildhauer
- Miño, Fausto (* 1981), ecuadorianischer Popsänger und Schauspieler
- Miño, Rubén (* 1989), spanischer Fußballtorhüter
- Minobe, Kazuyasu (* 1987), japanischer Degenfechter
- Minobe, Naohiko (* 1965), japanischer Fußballspieler
- Minobe, Ryōkichi (1904–1984), japanischer Wirtschaftswissenschaftler und Politiker
- Minobe, Tatsukichi (1873–1948), japanischer Verfassungsrechtler
- Minoda, Kōdai (* 1999), japanischer Fußballspieler
- Minoguchi, Mariko (* 1988), deutsche Regisseurin und Drehbuchautorin
- Minoguchi, Yūsuke (* 1965), japanischer Fußballspieler
- Minogue, Dannii (* 1971), australisch-britische Sängerin und Schauspielerin
- Minogue, Kenneth (1930–2013), politischer Philosoph und Professor an der London School of Economics
- Minogue, Kylie (* 1968), australisch-britische Popsängerin und SchauspielerinKylie Minogue (* 1968)

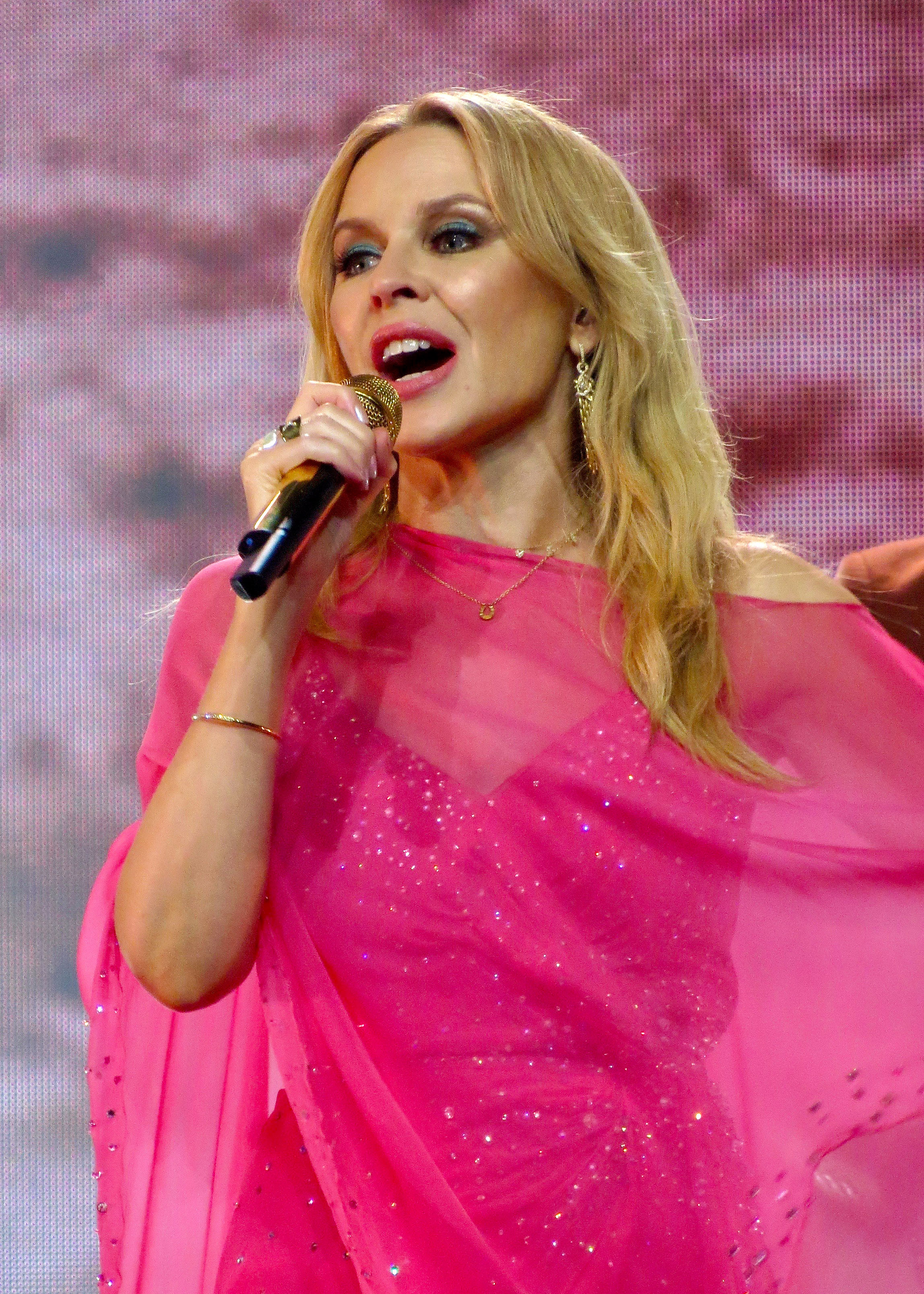
Kylie Minogue (* 1968)

- Minogue, Mike (1923–2008), neuseeländischer Politiker
- Minoia, Ferdinando (1884–1940), italienischer Rennfahrer, erster Fahrer des Benz-Tropfenwagen
- Minois, Georges (* 1946), französischer Historiker und Buchautor
- Minokoshi, Mai (* 1992), japanische Tennisspielerin
- Minola, Alexander Bertram Joseph (1759–1829), deutscher römisch-katholischer Geistlicher, Gymnasiallehrer Historiker
- Minoli, Lorenzo (* 1951), italienischer Filmproduzent
- Minoli, Renzo (1904–1965), italienischer Degenfechter
- Minomura, Shigeru (1923–2000), japanischer Chemiker
- Minoprio, Carl Anton (1798–1880), deutscher Tabakhändler und Abgeordneter
- Minor, Bill (1922–2017), US-amerikanischer Journalist
- Minor, Brienne (* 1997), US-amerikanische Tennisspielerin
- Minor, Christian (1813–1892), nassauischer Landtagsabgeordneter
- Minor, Dan (1909–1982), US-amerikanischer Jazzmusiker (Posaune)
- Minor, Deon (* 1973), US-amerikanischer Sprinter
- Minor, Edward S. (1840–1924), US-amerikanischer Politiker
- Minor, Eva (* 1969), deutsche Fußballspielerin
- Minor, Ilka (* 1975), österreichische Rallye-Beifahrerin
- Minor, Inge (* 1929), deutsche Eiskunstläuferin
- Minor, Jakob (1855–1912), österreichischer Literaturwissenschaftler
- Minor, Jakob Rudolf Emil (* 1834), deutscher Militär und Beamter
- Minor, Jouk (* 1947), französischer Jazzmusiker
- Minor, Melchior Gottlieb (1693–1748), deutscher evangelischer Theologe
- Minor, Michael J., US-amerikanischer Schauspieler, Country-Sänger und Songwriter
- Minor, Nora (1910–1995), österreichische Schauspielerin
- Minor, Robert, deutscher Basketballspieler
- Minor, Robert Crannell (1839–1904), amerikanischer Maler
- Minor, Rüdiger (1939–2017), deutscher Geistlicher und evangelisch-methodistischer Bischof
- Minor, William C. (1834–1920), US-amerikanischer LexikografWilliam C. Minor (1834–1920)

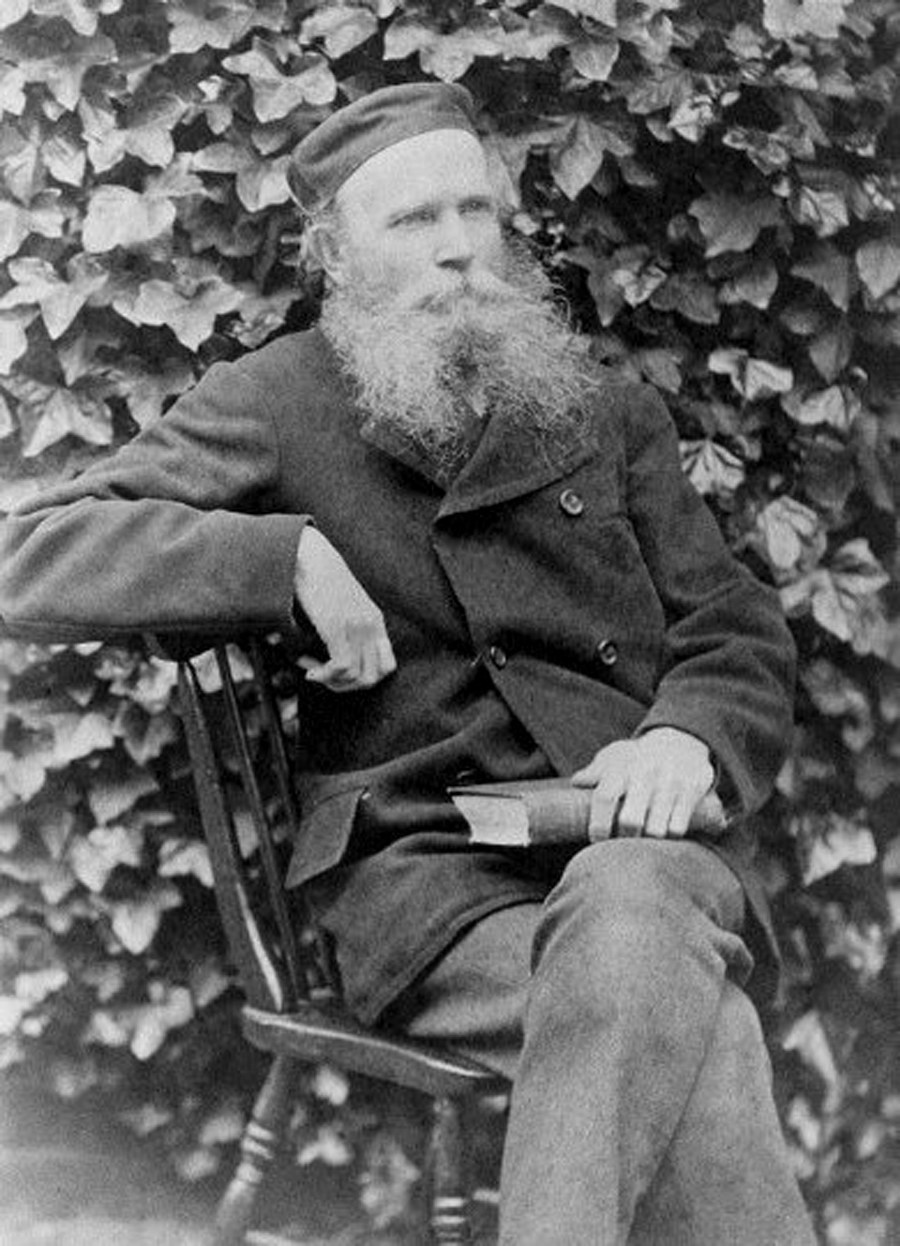
William C. Minor (1834–1920)

- Minor, William T. (1815–1889), US-amerikanischer Politiker und Gouverneur von Connecticut
- Minor2Go (* 1984), deutscher Musikproduzent
- Minorelli, Daniel Pedro (* 1984), brasilianischer Fußballspieler
- Minoretti, Carlo (1861–1938), italienischer Geistlicher, Erzbischof von Genua und Kardinal
- Minoretti, Piero (* 1985), österreichischer Fußballspieler
- Minorikawa, Norio (1944–2025), japanischer Fernsehmoderator
- Minors, Dage (* 1995), bermudischer Mittelstreckenläufer
- Minorski, Wladimir Fjodorowitsch (1877–1966), russischer Orientalist und Iranist
- Minorsky, Nicolas (1885–1970), Regelungstechniker
- Minoshima, Keigo (* 1996), japanischer Eishockeyspieler
- Minoso, Joe, US-amerikanischer Theater- und Filmschauspieler
- Minosuke, Momo (1898–1961), japanischer Publizist und Hochschullehrer
- Minot, Charles Sedgwick (1852–1914), US-amerikanischer Histologe, Embryologe und Botaniker
- Minot, George Richards (1885–1950), US-amerikanischer Internist
- Minota, Nicole (* 1995), ecuadorianische Mittelstreckenläuferin
- Minotaur Shock, englischer Musiker
- Minotis, Alexis († 1990), griechischer Theater- und Filmschauspieler, Regisseur sowie Leiter des Nationaltheaters in Athen
- Minott, Sugar (1956–2010), jamaikanischer Reggae- und Dancehall-Künstler
- Minotti, Felice (1887–1963), italienischer Schauspieler
- Minotti, Lorenzo (* 1967), italienischer Fußballspieler
- Minou, Sina (* 1990), Laiendarstellerin
- Minoue, Gregory (* 2002), deutscher LeichtathletGregory Minoue (* 2002)

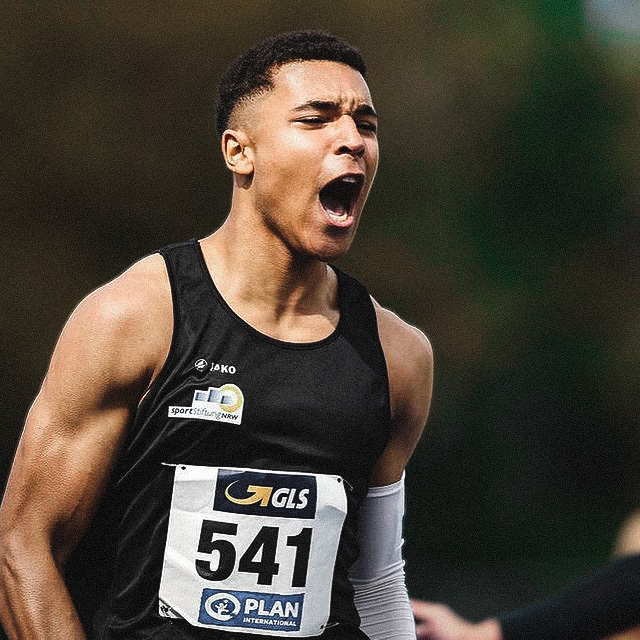
Gregory Minoue (* 2002)

- Minoux, Friedrich (1877–1945), deutscher Kaufmann, Industrie-Manager und Unternehmer
- Minoves Triquell, Juli (* 1969), andorranischer Diplomat und Autor
- Minovici, Nicolae (1868–1941), rumänischer Forensiker und Kriminologe
- Minovitch, Michael († 2022), US-amerikanischer Mathematiker und Erfinder der Swing-by-Manöver
- Minow, Hans-Rüdiger (* 1944), deutscher Filmregisseur, Filmproduzent und Publizist
- Minow, Helmut (1922–2012), deutscher Vermessungsingenieur
- Minow, Martha (* 1954), US-amerikanische Rechtswissenschaftlerin
- Minowa, Yoshinobu (* 1976), japanischer Fußballspieler
- Minozzi, Giovanni, italienischer Automobilrennfahrer

### Mins
- Minsberg, Willibald (1815–1897), deutscher Jurist und Parlamentarier
- Minsch, Josef (1941–2008), Schweizer Skirennfahrer
- Minschawi, Muhammad Siddiq al- (1920–1969), ägyptischer Koranrezitator
- Minsel, Beate (* 1946), deutsche Psychologin
- Minshall, Peter (* 1941), trinidadischer Kostümdesigner und Choreograf
- Minshall, William Edwin (1911–1990), US-amerikanischer Politiker (Republikanische Partei)
- Minsheu, John (1560–1627), britischer Linguist, Anglist, Romanist, Hispanist und Lexikograf
- Minshew, Gardner (* 1996), US-amerikanischer American-Football-Spieler
- Minshull, Ray (1920–2005), englischer Fußballtorhüter
- Minsk, Sophia von († 1198), Königin von Dänemark
- Minski, Martin (* 1969), deutscher Schachkomponist
- Minski, Nikolai Maximowitsch (1855–1937), russischer Schriftsteller und Dichter
- Minsky, Charles (* 1946), US-amerikanischer Kameramann
- Minsky, Howard G. (1914–2008), US-amerikanischer Filmproduzent
- Minsky, Hyman P. (1919–1996), US-amerikanischer Ökonom
- Minsky, Marvin (1927–2016), US-amerikanischer Forscher auf dem Gebiet der Künstlichen IntelligenzMarvin Minsky (1927–2016)

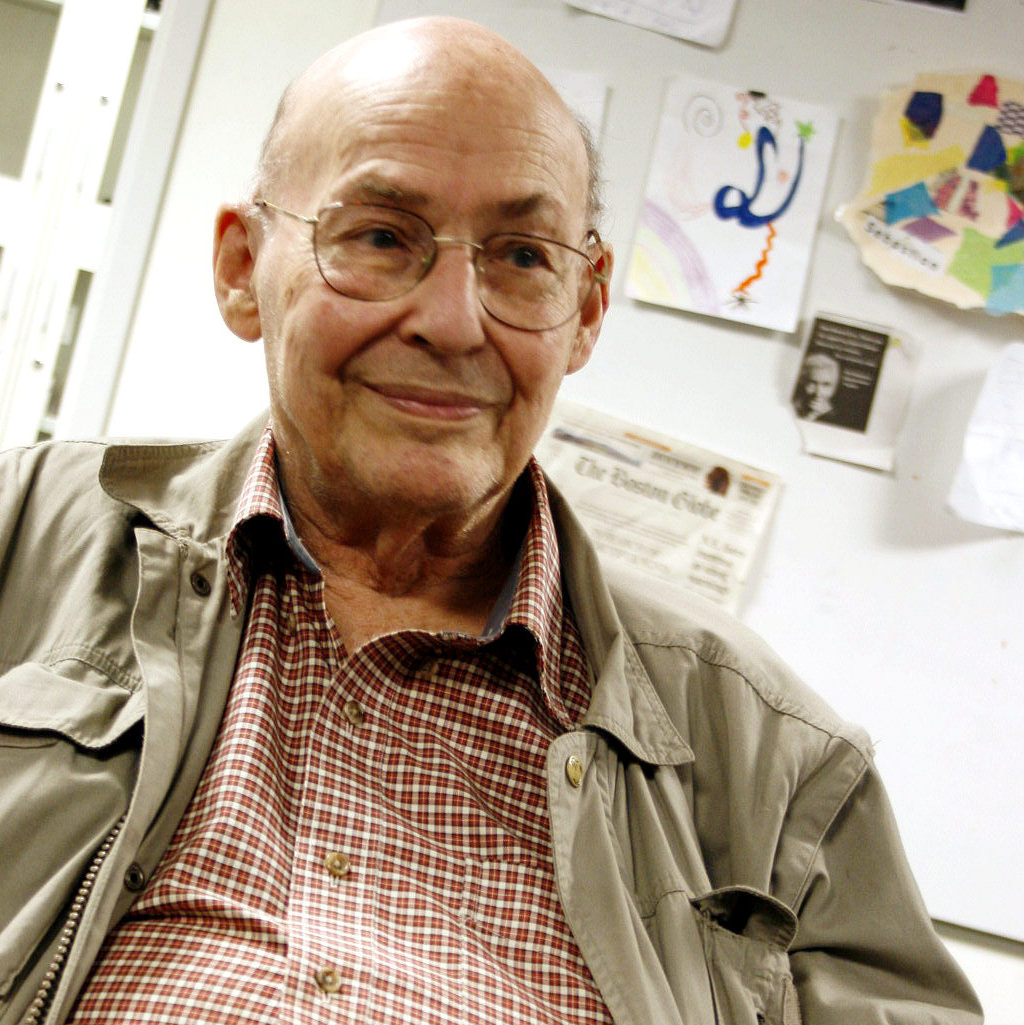
Marvin Minsky (1927–2016)

- Minsky, Michael (1918–1988), russischer Sänger und Chorleiter
- Minsky, Yair (* 1962), US-amerikanischer Mathematiker
- Minson, Casey (* 1985), kanadisch-australischer Eishockeyspieler
- Minssen, Friedrich (1909–1988), deutscher Romanist und Pädagoge
- Minssen, Heiner (* 1951), deutscher Soziologe und Hochschullehrer
- Minssen, Heinz (1906–1994), deutscher Künstler
- Minssen, Johann Friedrich (1823–1901), deutscher Sprachwissenschaftler
- Minster, Barbara (1940–2009), US-amerikanische Friseurin und Schauspielerin
- Minster, Carl (1873–1942), deutscher sozialistisch-kommunistischer Publizist

### Mint
- Minta, Anna (* 1970), deutsche Architekturhistorikerin
- Mintah, Jordan (* 1995), ghanaischer Fußballspieler
- Mintál, Marek (* 1977), slowakischer Fußballer sowie TrainerMarek Mintál (* 1977)

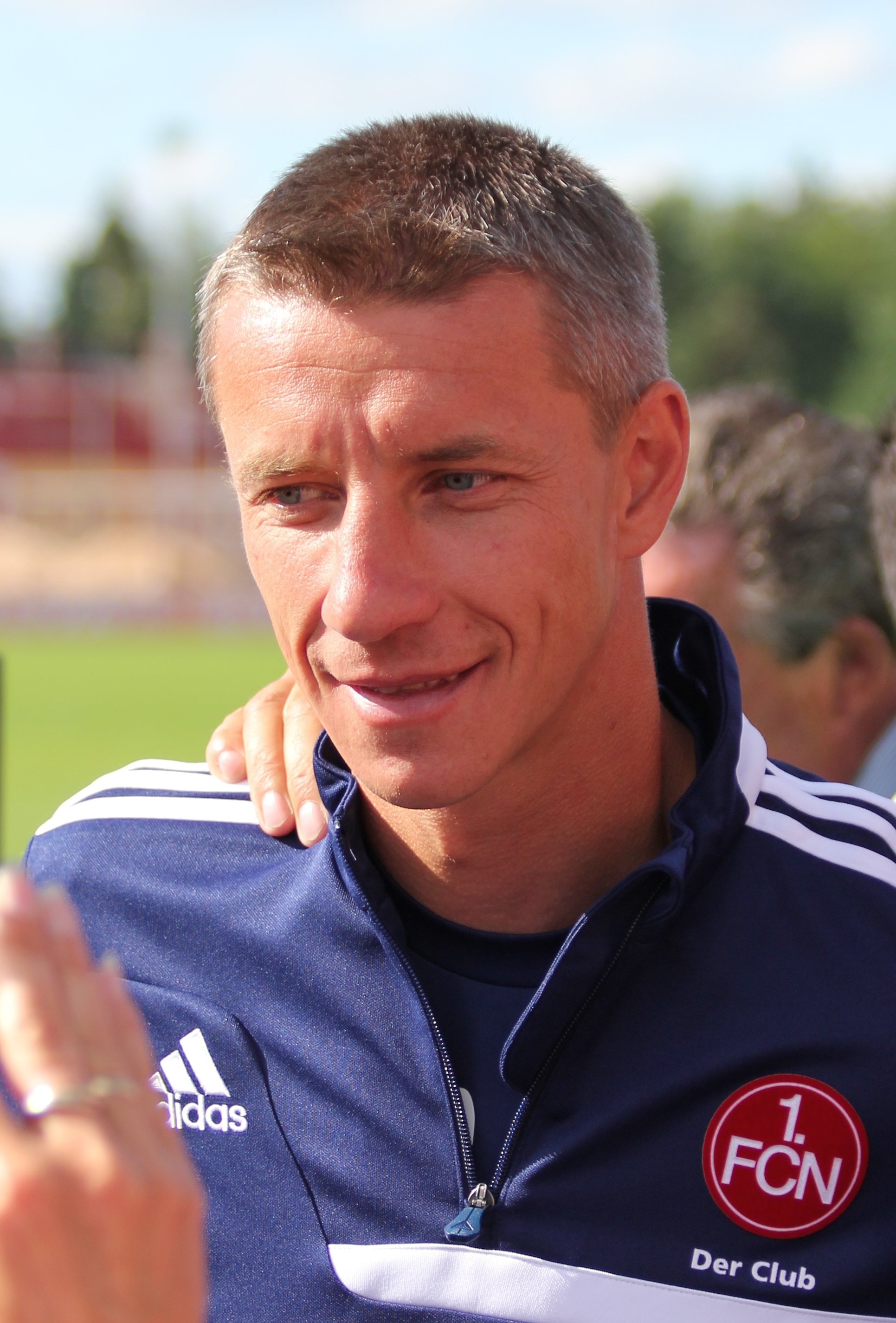
Marek Mintál (* 1977)

- Mintarja, indonesischer Badmintonspieler
- Mintaş, Faik (* 1993), türkischer Fußballtorhüter
- Mintchine, Abraham (1898–1931), ukrainischer Maler
- Minte-König, Bianka (* 1947), deutsche Schriftstellerin von Kinder- und Jugendbüchern
- Mintegi del Olmo, Ane (* 2003), spanische Tennisspielerin
- Mintegui, Ander (* 2003), spanischer Skirennläufer
- Minteh, Yankuba (* 2004), gambischer Fußballspieler
- Minten, Joseph (1862–1940), preußischer Verwaltungsjurist, Beigeordneter und Landrat
- Minter, Alan (1951–2020), britischer Boxer
- Minter, Anne (* 1963), australische Tennisspielerin
- Minter, Billy M. (1926–2005), US-amerikanischer Offizier, General der US Air Force
- Minter, Charles S. Jr. (1915–2008), US-amerikanischer Offizier, Vizeadmiral der US-Navy
- Minter, Elizabeth (* 1965), australische Tennisspielerin
- Minter, Jeff (* 1962), englischer Computerspielentwickler und Gründer der Firma Llamasoft
- Minter, Kristin (* 1965), US-amerikanische Schauspielerin
- Minter, Mary Miles (1902–1984), US-amerikanische Stummfilmschauspielerin
- Minter, Milt (1933–2004), US-amerikanischer Automobilrennfahrer und Rennstallbesitzer
- Minter, Wilhelm Heinrich (1777–1832), deutsch-polnischer Architekt und Offizier
- Minteuan, Alin (* 1976), rumänischer Fußballspieler und -trainer
- Minthe, Jonas (* 1989), deutscher Schauspieler
- Minthonius Tertullus, Lucius, römischer Offizier (Kaiserzeit)
- Mintier, Tom (1947–2016), US-amerikanischer Reporter und Journalist
- Mintjens, Frans (* 1946), belgischer Radrennfahrer
- Mintkiewicz, Robert (* 1947), französischer Radrennfahrer
- Minto, Brian (* 1975), US-amerikanischer Boxer
- Minto, Laura (* 1994), britische Badmintonspielerin
- Minto, William (1845–1893), schottischer Autor, Journalist und Philosoph
- Mintoff, Dom (1916–2012), maltesischer Politiker
- Minton, Aurieus (* 1993), deutscher American-Football-Spieler
- Minton, Faith (* 1957), US-amerikanische Schauspielerin und Stuntfrau
- Minton, Phil (* 1940), britischer Jazz-Sänger und -Trompeter
- Minton, Robert (1904–1974), US-amerikanischer Bobfahrer
- Minton, Sherman (1890–1965), US-amerikanischer Politiker und Jurist
- Minton, Yvonne (* 1938), australische Opernsängerin (Mezzosopran)
- Mintrop, Ludger (1880–1956), deutscher Geophysiker
- Mintrop, Theodor (1814–1870), deutscher Maler der Romantik
- Mintsa, Justine (* 1949), gabunische Autorin
- Mintschew, Boschidar (* 1946), bulgarischer Eishockeyspieler
- Mintschew, Dijan (* 1983), bulgarischer Gewichtheber
- Mintschew, Martin (* 2001), bulgarischer Fußballspieler
- Mintschew, Nikifor (* 1950), bulgarischer Radrennfahrer
- Mintschew, Sewdalin (* 1974), bulgarischer Gewichtheber
- Mintschewa, Donka (* 1973), bulgarische Gewichtheberin
- Mintšenkova, Jana (* 1988), estnische Biathletin
- Minturn Stokes, Edith (1867–1937), US-amerikanische Philanthropin und Muse für Künstler
- Minturno, Antonio Sebastiano (1500–1574), italienischer Geistlicher, Literat und Humanist
- Mintus, Otto (1933–2017), deutscher Politiker (CDU)
- Minty, Abdul (* 1941), südafrikanischer Diplomat
- Minty, Barbara (* 1953), US-amerikanisches Fotomodel, Autorin und Schauspielerin
- Minty, Emil (* 1972), australischer Kinderschauspieler
- Minty, George (1929–1986), US-amerikanischer Mathematiker
- Minty, Gordon (* 1948), US-amerikanischer Langstreckenläufer britischer Herkunft
- Mintz, Beatrice (1921–2022), US-amerikanische Genetikerin, Embryologin und Krebsforscherin
- Mintz, Benjamin (1903–1961), israelischer Politiker
- Mintz, Billy (* 1947), US-amerikanischer Jazz-Schlagzeuger
- Mintz, Charles (1889–1939), US-amerikanischer Filmproduzent
- Mintz, Dan (* 1981), US-amerikanischer Fernsehproduzent, Autor und Schauspieler
- Mintz, Ilse (1904–1978), US-amerikanische Ökonomin
- Mintz, Paul (1868–1941), lettischer Jurist, Hochschullehrer, Finanzminister und Arbeitsminister
- Mintz, Sam (1897–1957), US-amerikanischer Drehbuchautor
- Mintz, Shlomo (* 1957), israelischer Geiger, Bratschist und Dirigent
- Mintz, Sidney W. (1922–2015), US-amerikanischer Anthropologe
- Mintz-Plasse, Christopher (* 1989), US-amerikanischer SchauspielerChristopher Mintz-Plasse (* 1989)

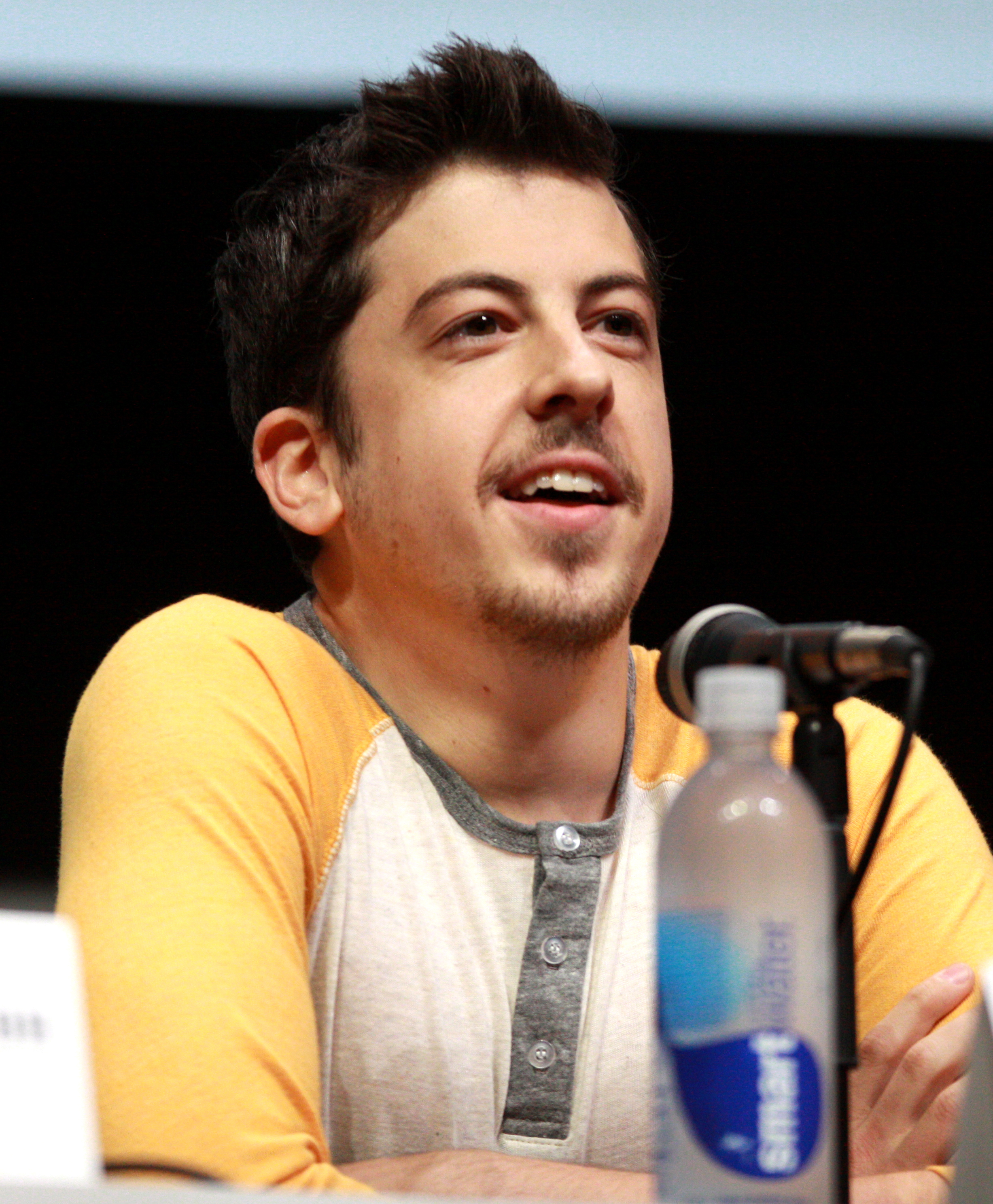
Christopher Mintz-Plasse (* 1989)

- Mintzberg, Henry (* 1939), kanadischer Ökonom und Hochschullehrer, Professor für Betriebswirtschaft und Management
- Mintzel, Alf (1935–2025), deutscher Soziologe und Politologe
- Mintzel, Alf (* 1981), deutscher Fußballspieler
- Mintzer, Bob (* 1953), US-amerikanischer Jazzklarinettist und -saxophonist
- Mintzer, Ross (* 1987), US-amerikanischer Songschreiber und Tenor-Saxophonist
- Mintzlaff, Oliver (* 1975), deutscher Langstreckenläufer und FußballfunktionärOliver Mintzlaff (* 1975)

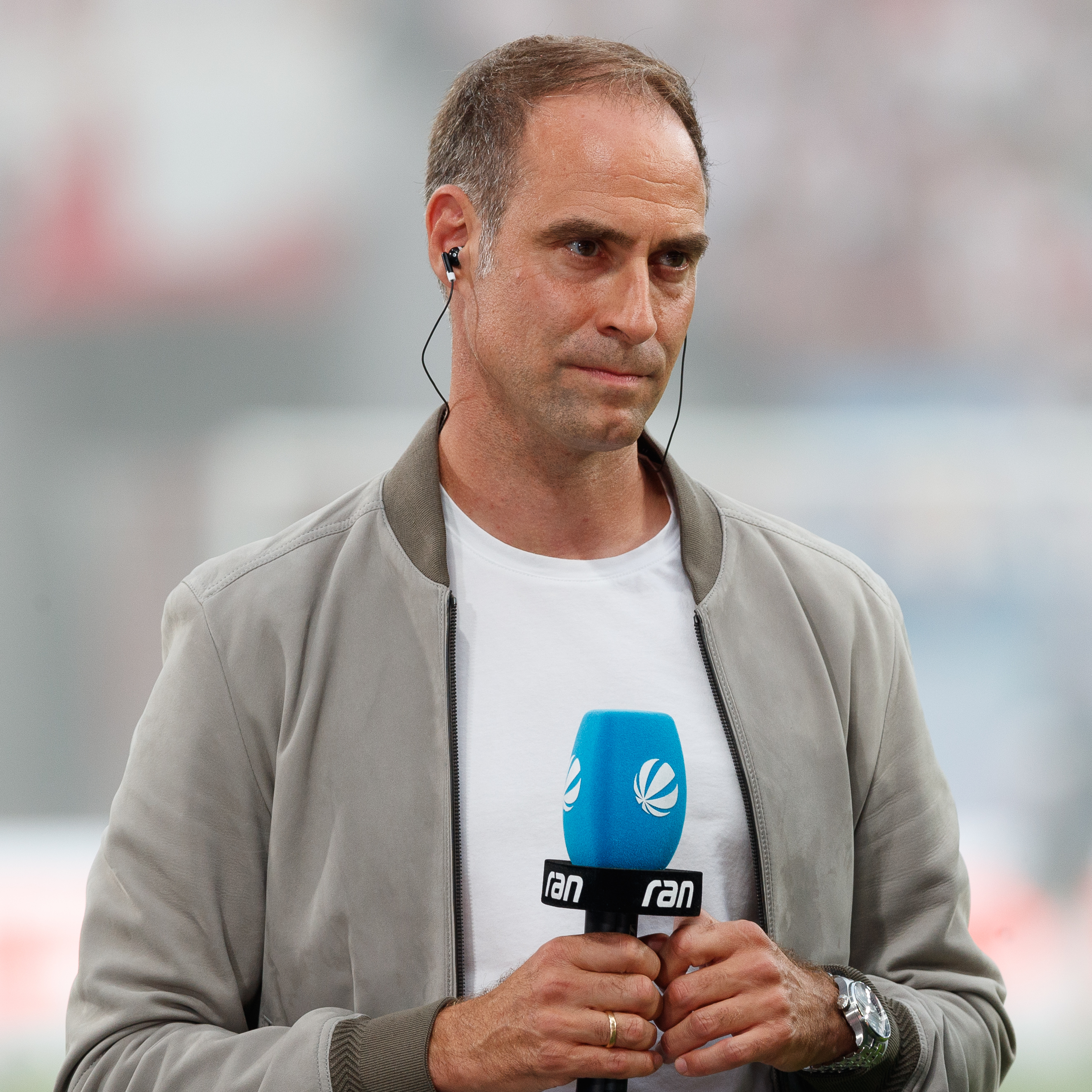
Oliver Mintzlaff (* 1975)

### Minu
- Minuano, Flávio (* 1944), brasilianischer Fußballspieler
- Minucci, Ferdinando (1782–1856), italienischer Geistlicher, Erzbischof von Florenz
- Minucci, Frank (1943–2014), US-amerikanischer Schauspieler, Autor und Prediger
- Minucci, Franz von (1767–1812), bayerischer Generalmajor
- Minucci, Minuccio (1551–1604), Erzbischof von Zadar
- Minuchin, Salvador (1921–2017), argentinischer Pädiater und Psychotherapeut, Professor der Pädiatrie
- Minucius Augurinus, Marcus, römischer Konsul
- Minucius Augurinus, Publius, römischer Konsul 492 v. Chr.
- Minucius Augurinus, Tiberius, römischer Konsul 305 v. Chr.
- Minucius Basilus, Lucius († 43 v. Chr.), römischer Politiker und Soldat, einer der Mörder Iulius Caesars
- Minucius Esquilinus Augurinus, Lucius, römischer Suffektkonsul 458 v. Chr.
- Minucius Esquilinus, Quintus, Politiker der römischen Republik, Konsul 457 v. Chr.
- Minucius Felix, christlicher Schriftsteller und Jurist in der Antike
- Minucius Rufus, Marcus († 216 v. Chr.), römischer Konsul und Feldherr
- Minucius Rufus, Marcus, römischer Senator, Konsul 110 v. Chr.
- Minucius Rufus, Quintus, römischer Konsul 197 v. Chr.
- Minucius Thermus, Lucius, römischer Gesandter in Ägypten (154 und 145 v. Chr.)
- Minucius Thermus, Marcus, römischer Politiker der späten Republik
- Minucius Thermus, Quintus († 188 v. Chr.), römischer Konsul 193 v. Chr.
- Minucius Thermus, Quintus, römischer Politiker
- Minuczyc, Kacper (* 2008), polnischer Fußballspieler
- Minuit, Peter († 1638), SeefahrerPeter Minuit († 1638)

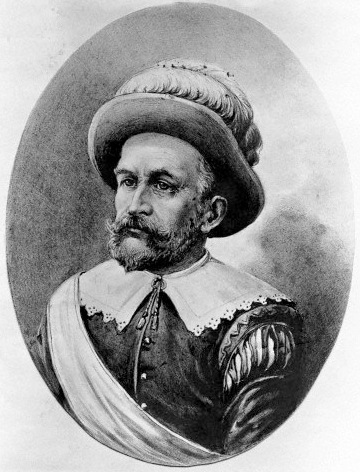
Peter Minuit († 1638)

- Minujín, Marta (* 1943), argentinische Konzeptkünstlerin
- Minulin, Artjom Rafikowitsch (* 1998), russischer Eishockeyspieler
- Minus 8 (* 1967), Schweizer DJ
- Minus, Gotthard (1810–1876), deutsch-baltischer Kaufmann und Münzsammler
- Minusa, Inguna (* 1977), lettische Beachvolleyballspielerin
- Minuth, Heinz (1929–2023), deutscher Fußballspieler (DDR)
- Minuth, Karl-Heinz (1927–1999), deutscher Historiker
- Minuto-Rizzo, Alessandro (* 1940), italienischer Diplomat
- Minutoli, Adolph von (1802–1848), Hofmarschall
- Minutoli, Alexander von (1806–1887), deutscher Jurist, Volkswirtschaftler und Kunstmäzen
- Minutoli, Enrico († 1412), Kardinal und Erzbischof von Neapel
- Minutoli, Giacomo (1765–1827), italienischer Architekt
- Minutoli, Julius von (1804–1860), preußischer Polizeidirektor, Politiker, Wissenschaftler, SchriftstellerJulius von Minutoli (1804–1860)

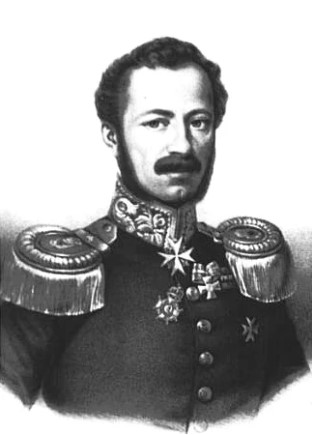
Julius von Minutoli (1804–1860)

- Minutoli, Vincenzo (1639–1709), Schweizer evangelischer Geistlicher und Hochschullehrer
- Minutoli, Wolfardine von (1794–1868), deutsche Schriftstellerin und Ägyptologin
- Minuzzi, Maurilio (1939–2021), italienischer Maler, Grafiker und Bildhauer

### Minv
- Minvielle, André (* 1957), französischer Jazzmusiker (Gesang, Perkussion)

### Minw
- Minwalla, Shiraz (* 1972), indischer Physiker
- Minwer al-Meheid, saudischer Ingenieur

### Miny
- Miny, Lionel (* 1991), französischer Radrennfahrer aus Guadeloupe

### Minz
- Minz, Alexander Lwowitsch (1895–1974), sowjetischer Physiker und Funktechniker
- Minz, Isaak Israelewitsch (1896–1991), sowjetischer Historiker
- Minz, Jasmin (* 1993), deutsche Filmschauspielerin
- Minz, Sara Hirschewna (1927–1990), sowjetische Literaturwissenschaftlerin und Hochschullehrerin
- Minz, Sonajharia, indische Computerwissenschaftlerin und Mathematikerin und Vizekanzlerin der Sido Kanhu Murmu University in Dumka
- Minz, Willy (1901–1972), deutscher Wirtschaftsprüfer, Honorarprofessor der Universität zu Köln
- Mînzatu, Roxana (* 1980), rumänische Politikerin (PSD)Roxana Mînzatu (* 1980)

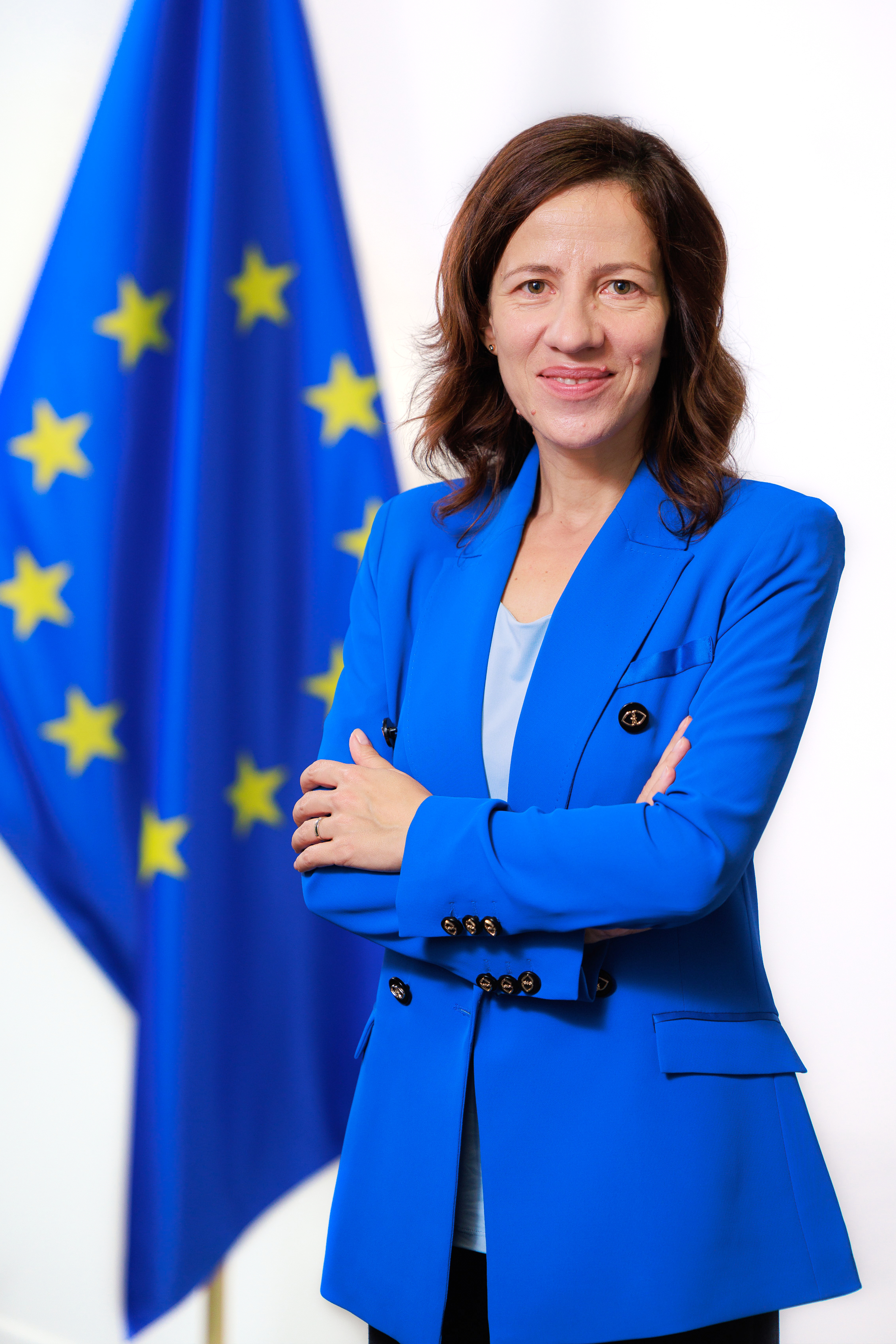
Roxana Mînzatu (* 1980)

- Minzenti, Maria (1898–1973), österreichische Schauspielerin und Tänzerin
- Minzie, Jevaughn (* 1995), jamaikanischer Sprinter
- Minzloff, Claudia (* 1953), deutsche Filmeditorin
- Minzloff, Hans (1890–1962), deutscher Filmarchitekt
- Minzloff, Hans L. (1908–1998), deutscher Kulturfilmproduzent und -regisseur, Kameramann und Fotograf
- Minzloff, Rudolf (1811–1883), deutscher kaiserlicher russischer Hofrat, Oberbibliothekar, Professor in St. Petersburg und Schriftsteller
- Minzoni, Giovanni (1885–1923), italienischer Priester, Opfer des Faschismus
- Minzy (* 1994), südkoreanische Sängerin